# Biserica reformată din Albești

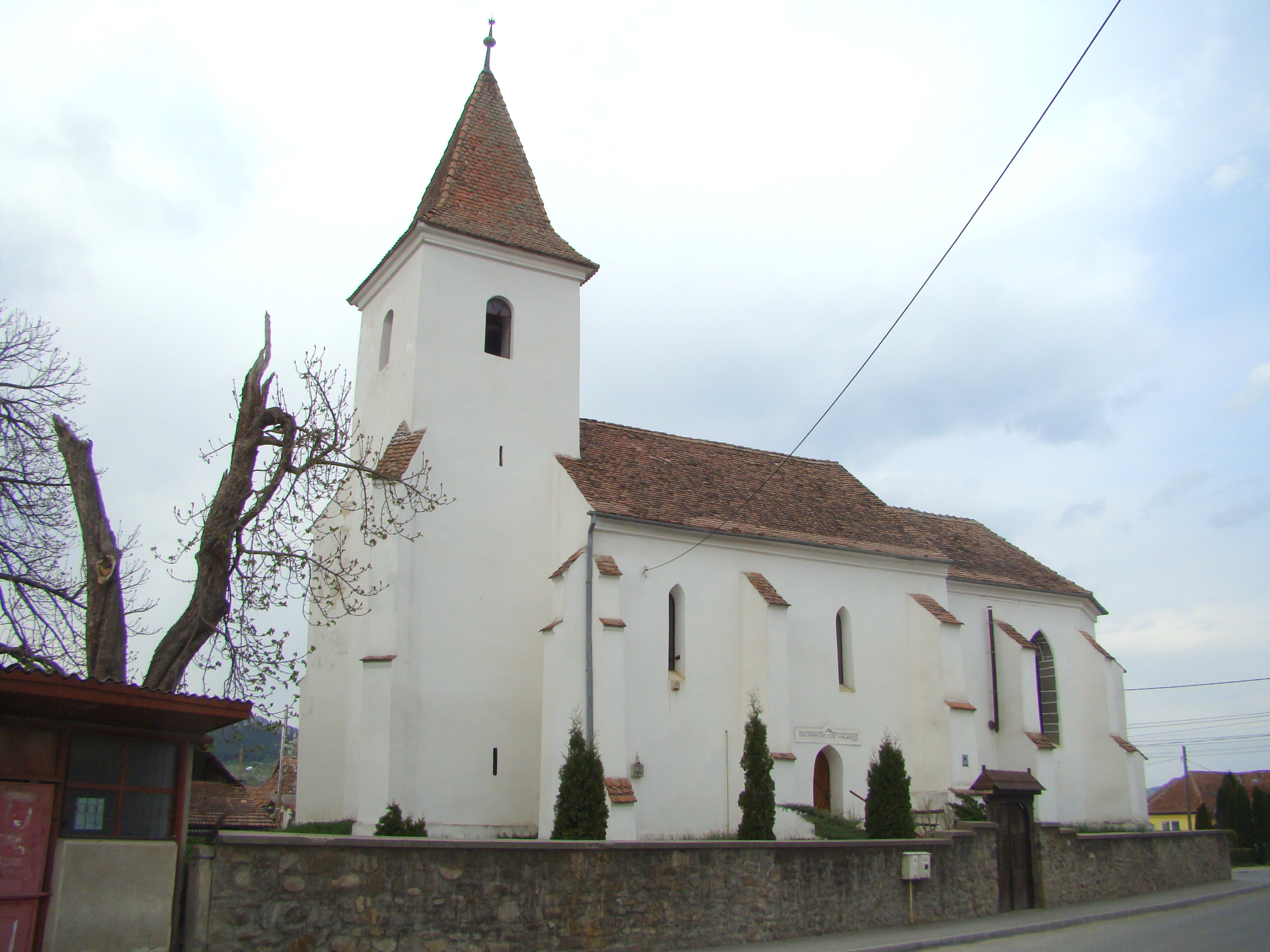
Biserica reformată din Albești, comuna Albești, județul Mureș, foto: aprilie 2019.

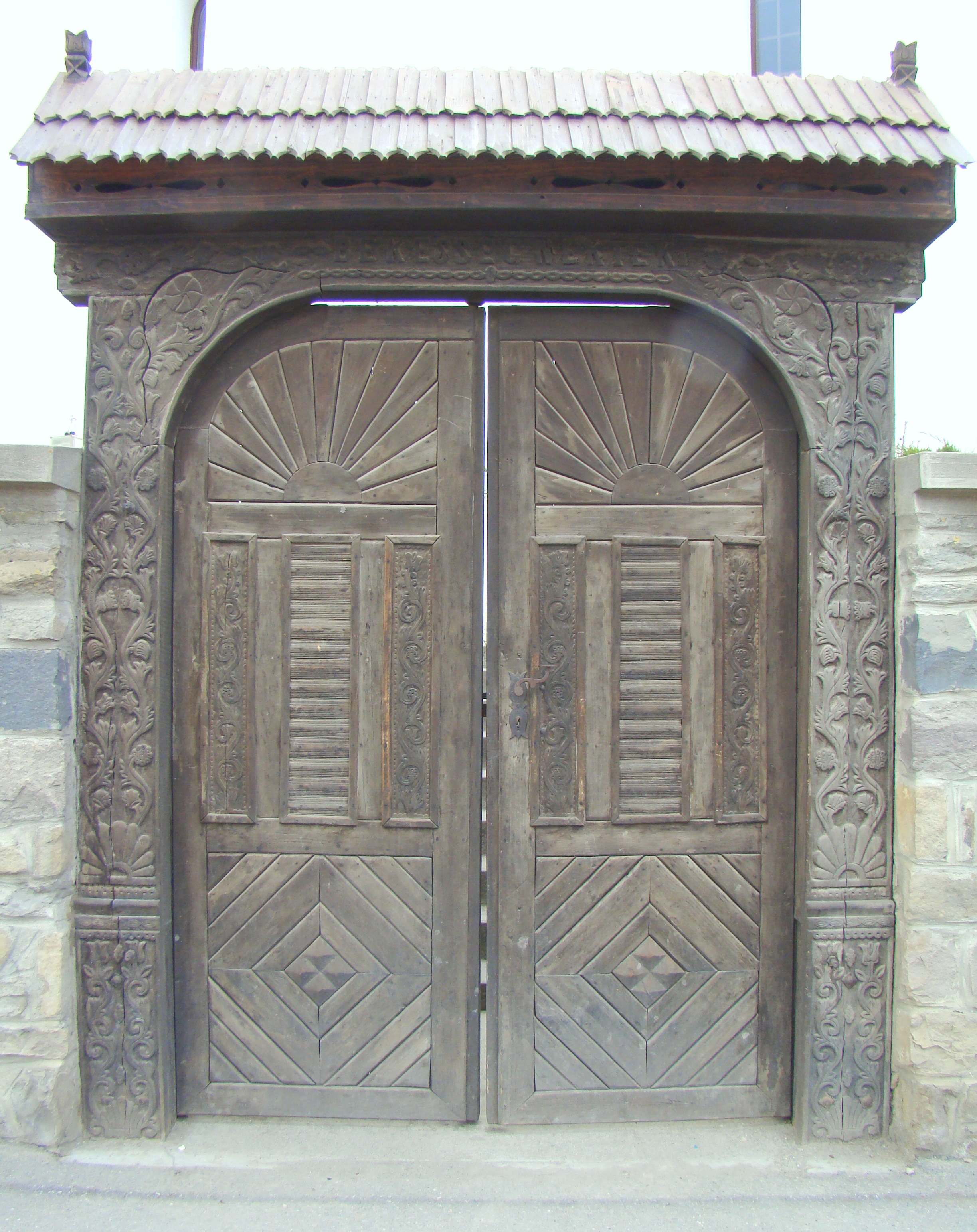
Poarta de lemn a bisericii reformate

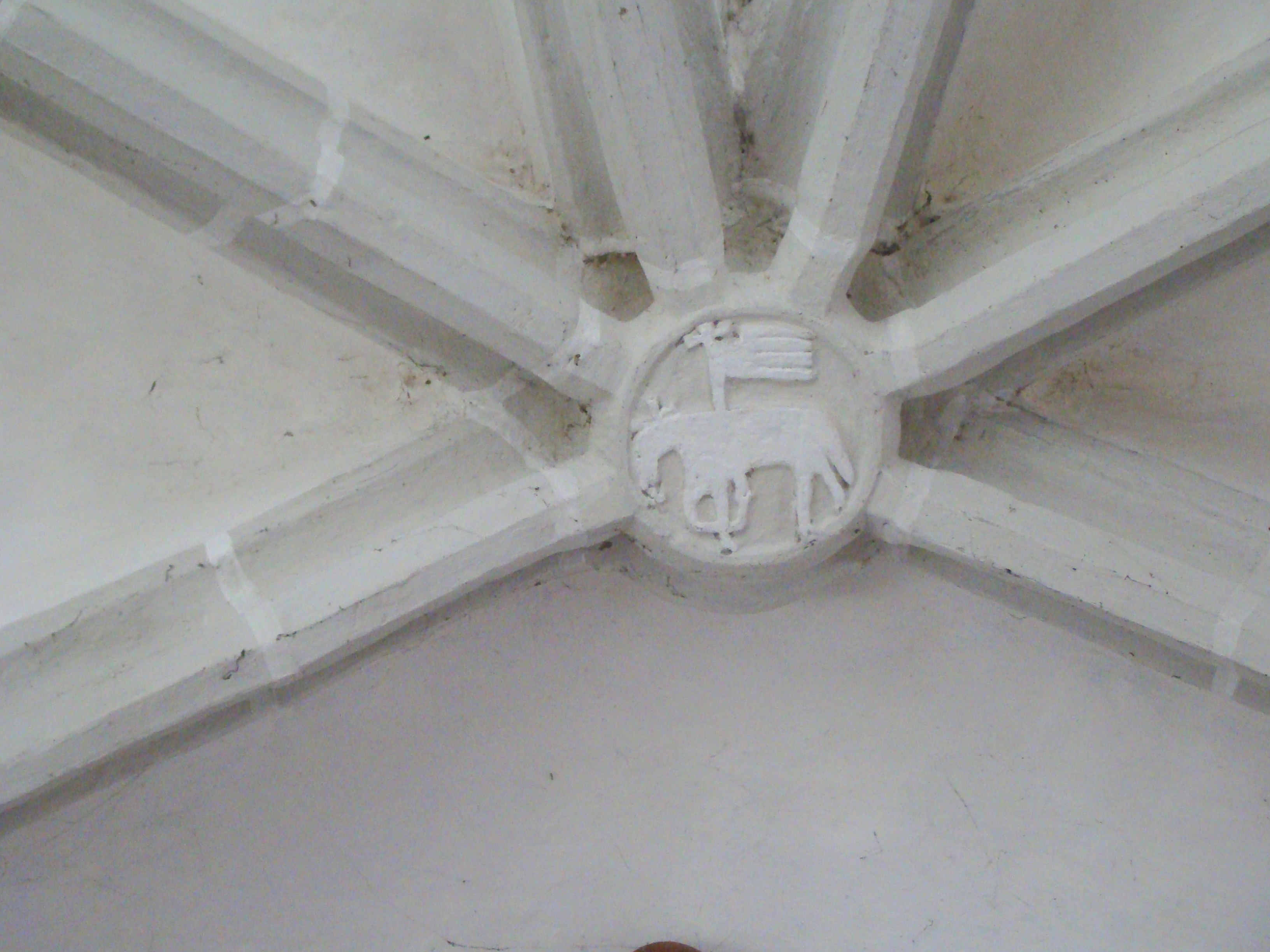
Cheie de boltă

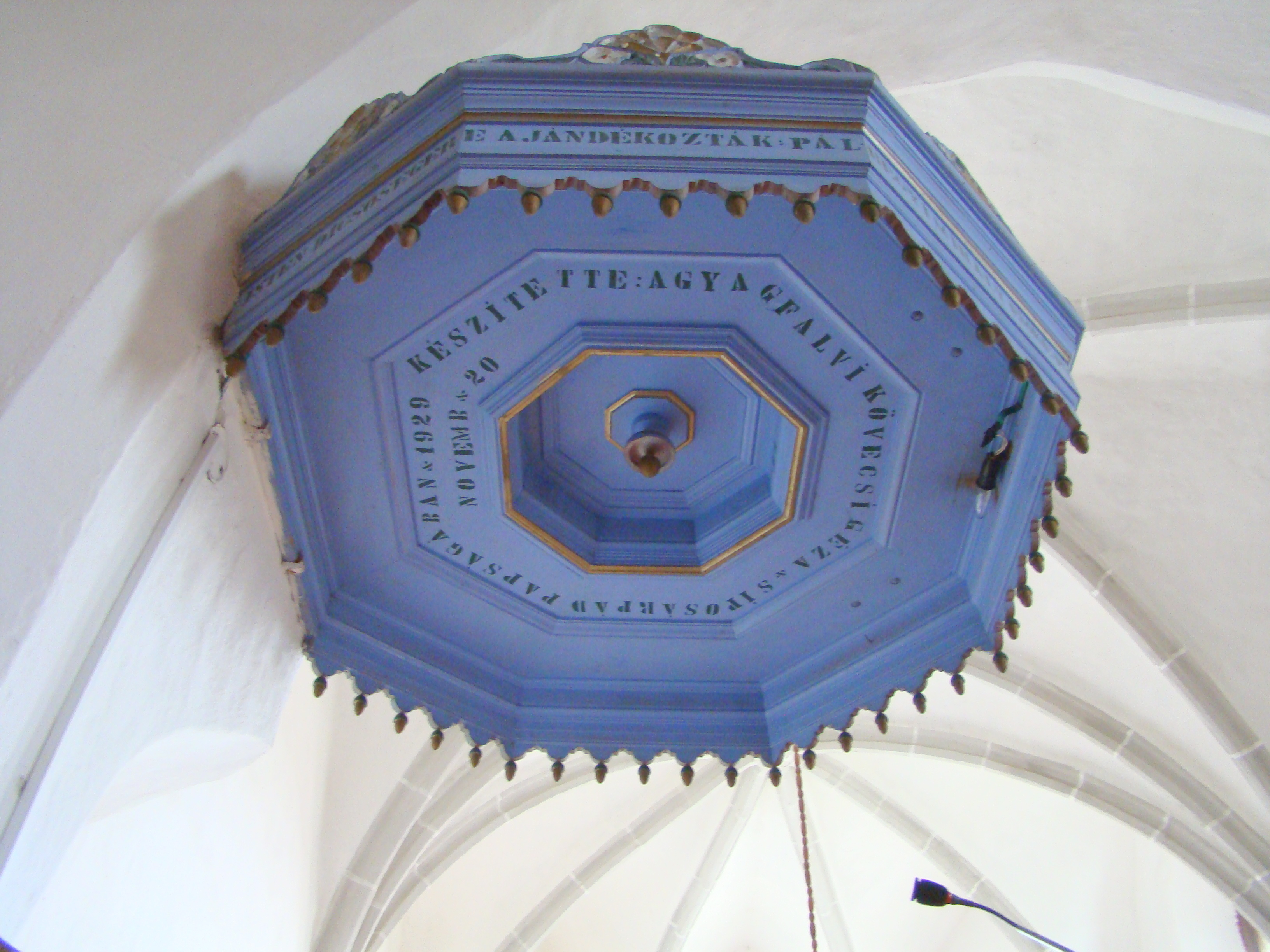
Coronamentul amvonului

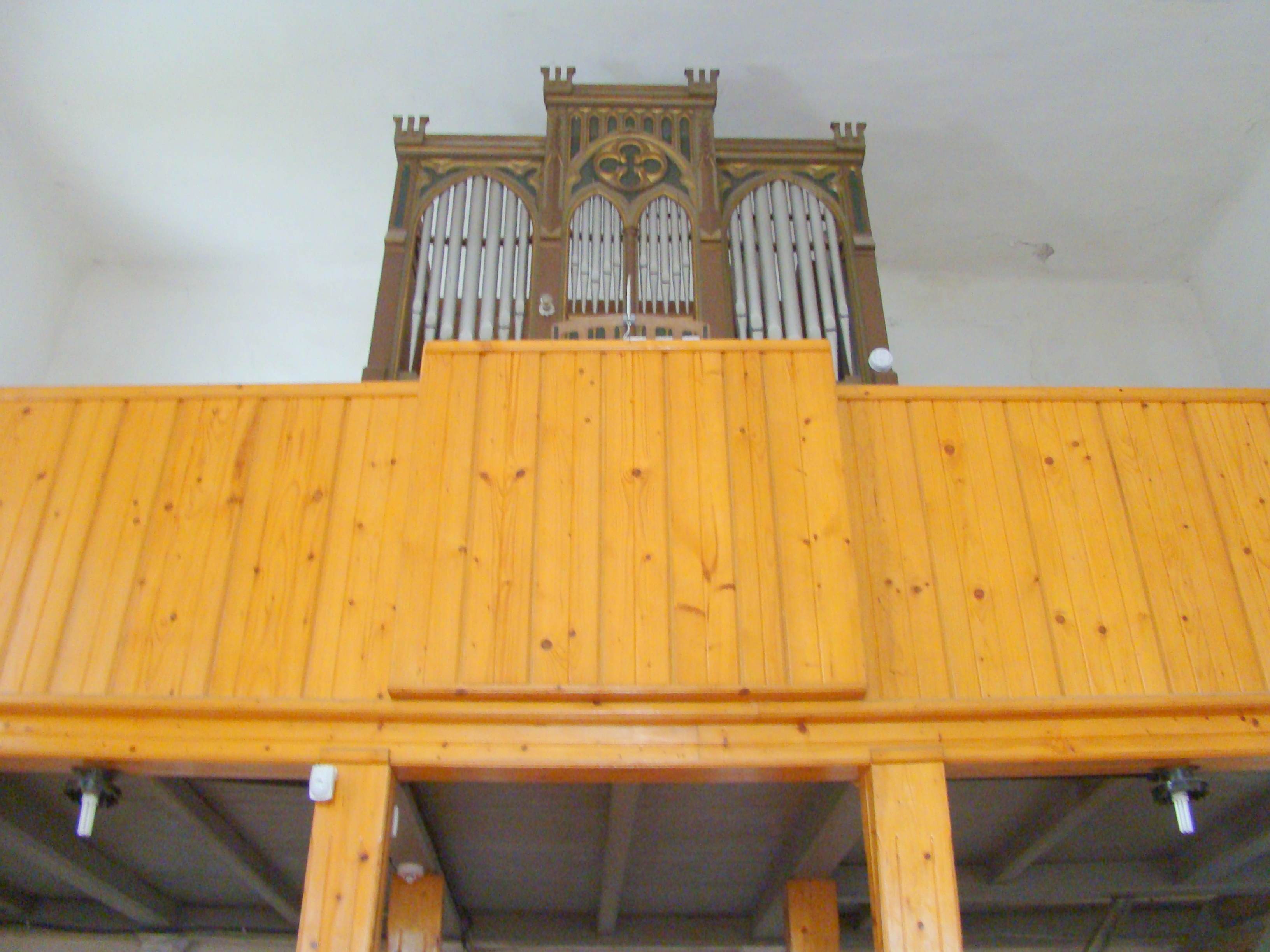
Orga

Biserica reformată din Albești, comuna Albești, județul Mureș, datează din secolul XV. Biserica se află pe lista monumentelor istorice sub codul LMI: cod LMI MS-II-m-A-15590. 

## Localitatea
Albești, mai demult Ferihaz, Firighaz (în dialectul săsesc Weisskirich, Veeskirχ, în germană Weissenkirch, Weißkirch bei Schäßburg, în maghiară Fehéregyháza, Fejéregyháza, Magyar-Fehéregyháza, Fejéregyháza) este satul de reședință al comunei cu același nume din județul Mureș, Transilvania, România. Primul document în care se amintește de Albești, cu numele de atunci Albae Ecclesie, este din 1231. Localitatea, fostă proprietate a familiei Haller a adăpostit și castelul lor, construit înainte de 1637. Din constructia cu etaj, înconjurată de parc, patru bastioane, șanț cu apă, pod mobil, s-a păstrat doar Filagora. 

## Biserica
Biserica a fost construită în stil gotic în jur de 1440. În secolul al XV-lea era biserica mănăstirii franciscane. A fost renovată în anul 1721 de Kata Bethlen. Ultima restaurare majoră a avut loc în anul 1994.
Casa parohială datează din secolul XIX și până în anul 1910 a fost locuința prefectului. Figurează pe lista monumentelor istorice sub codul LMI: cod LMI MS-II-m-A-15589.

## Imagini din exterior

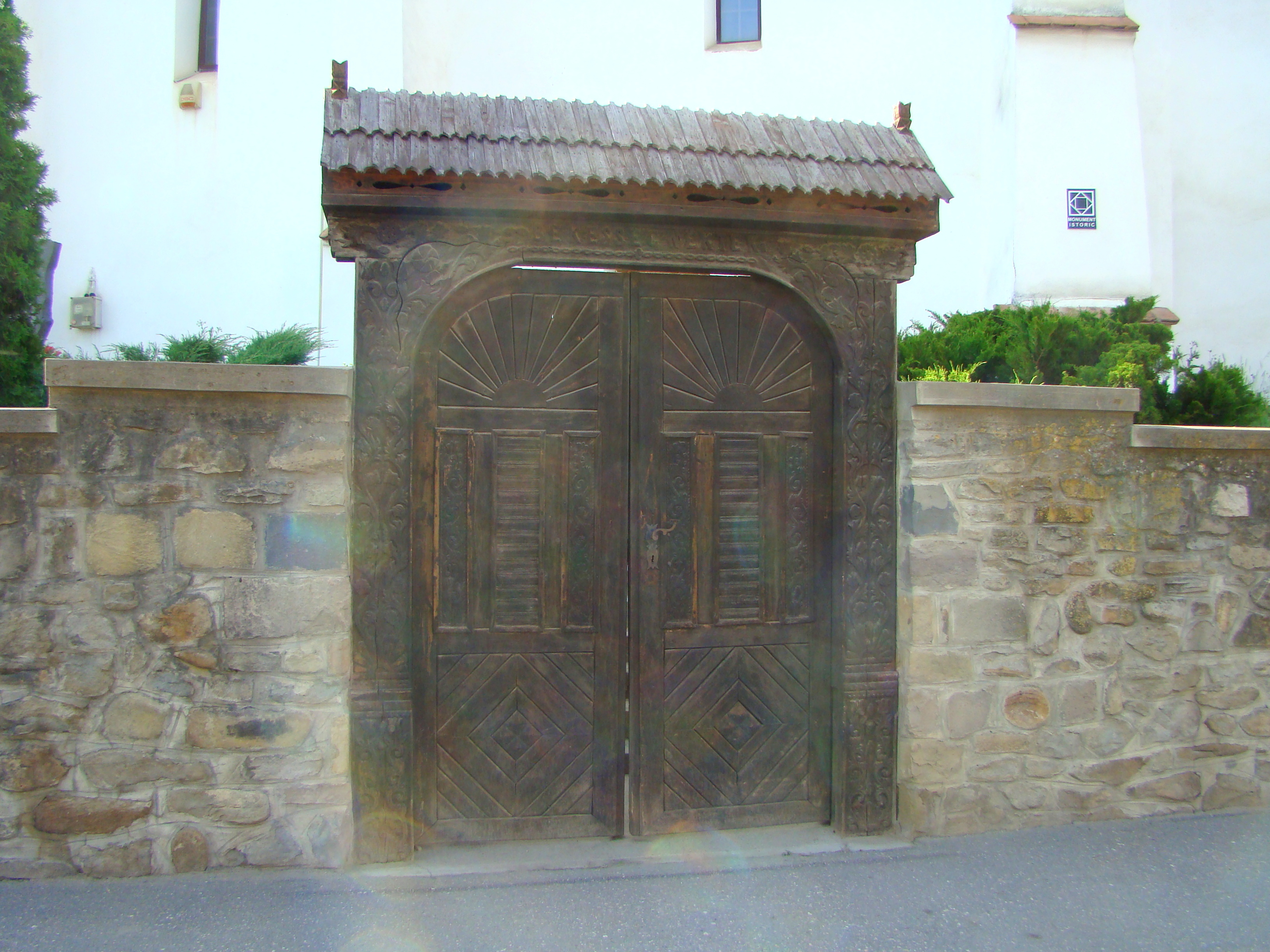
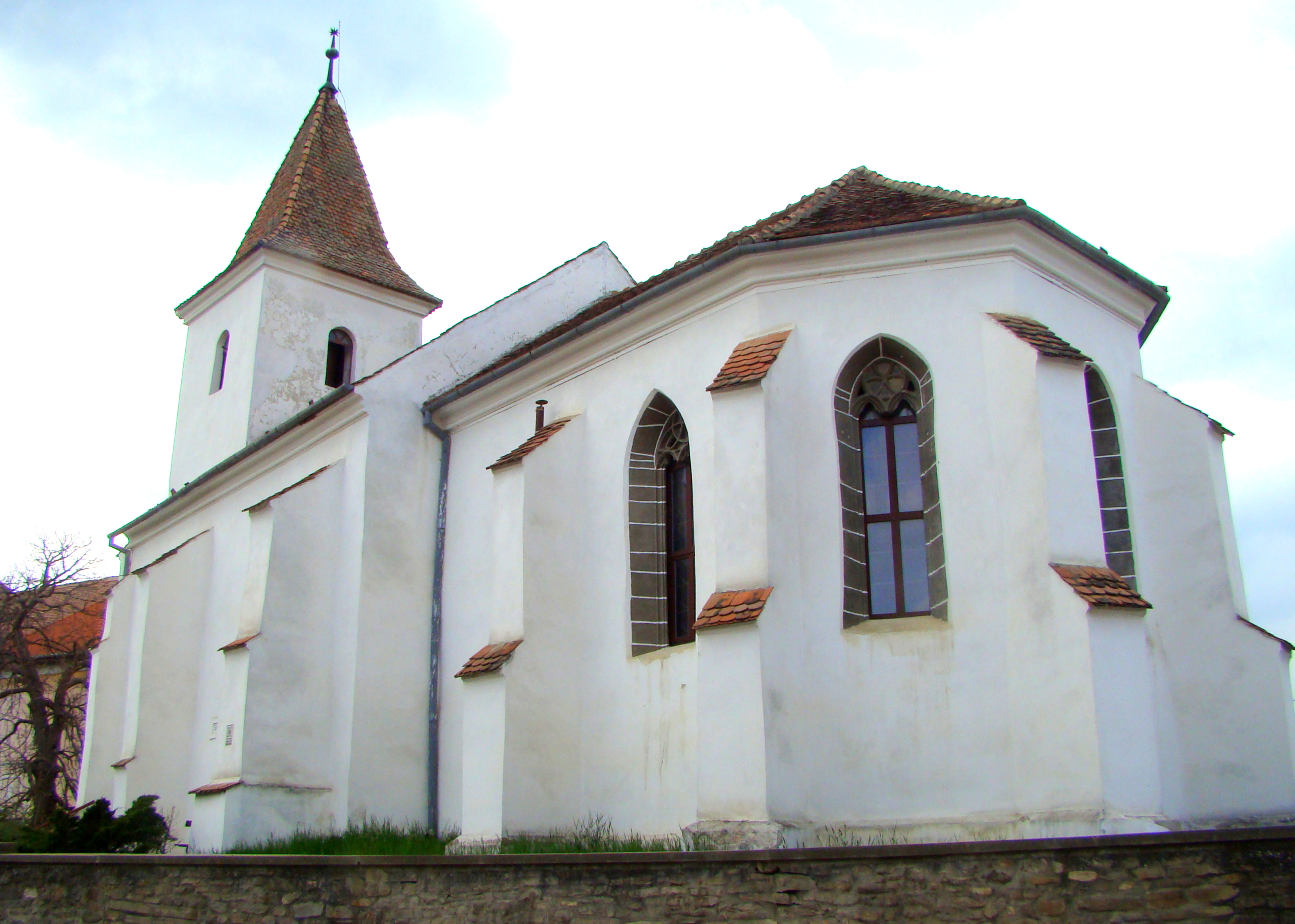
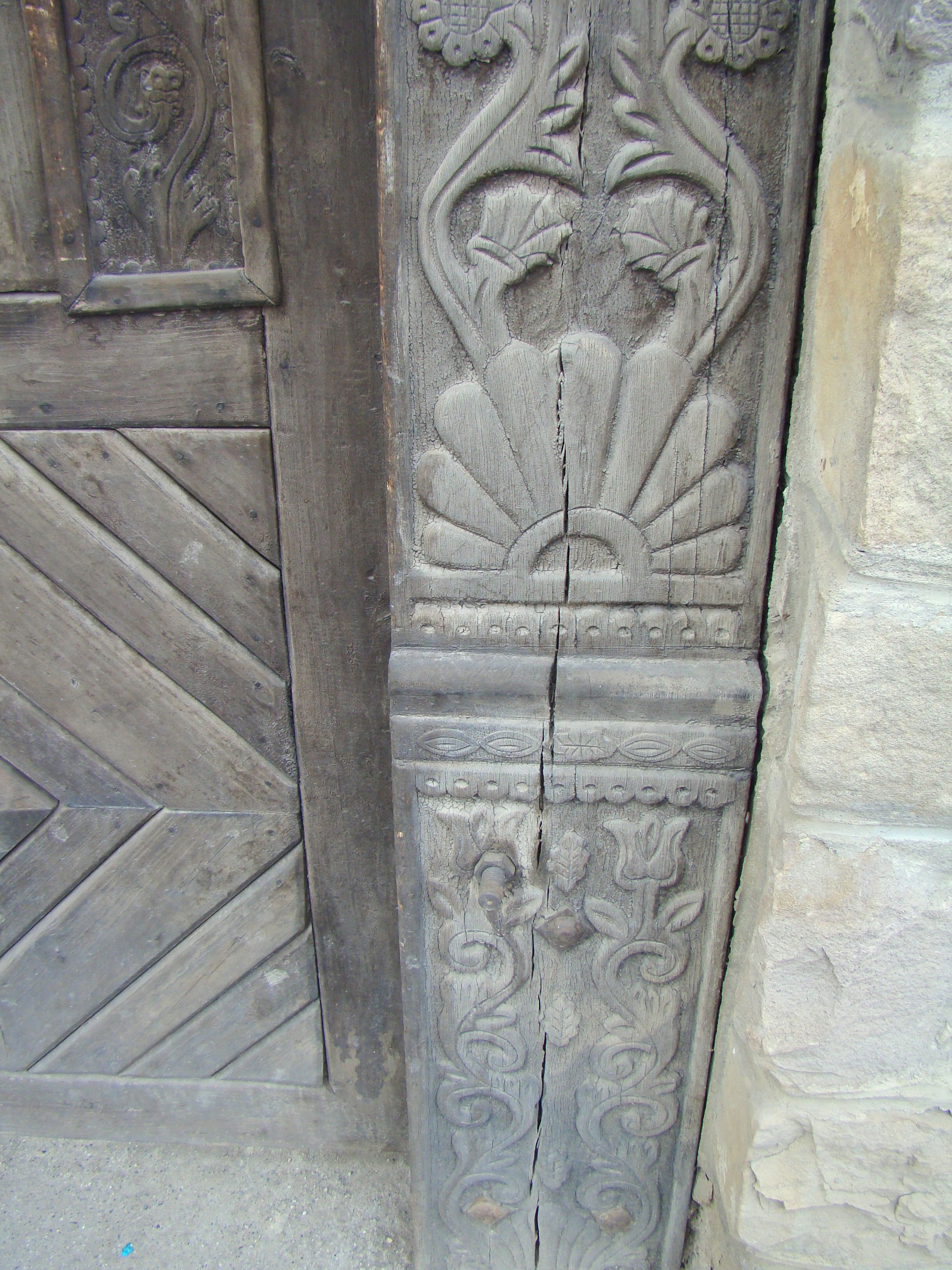
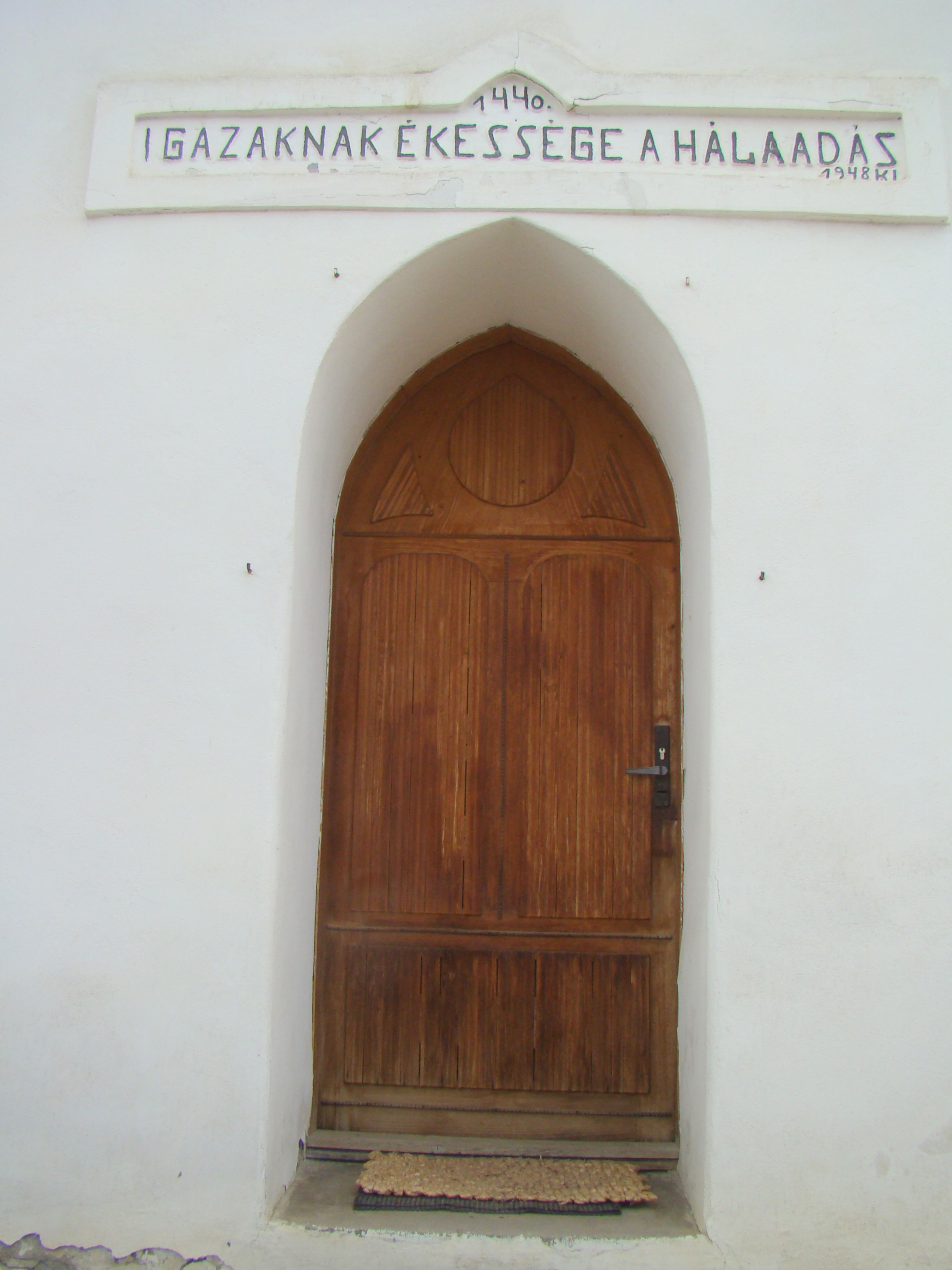
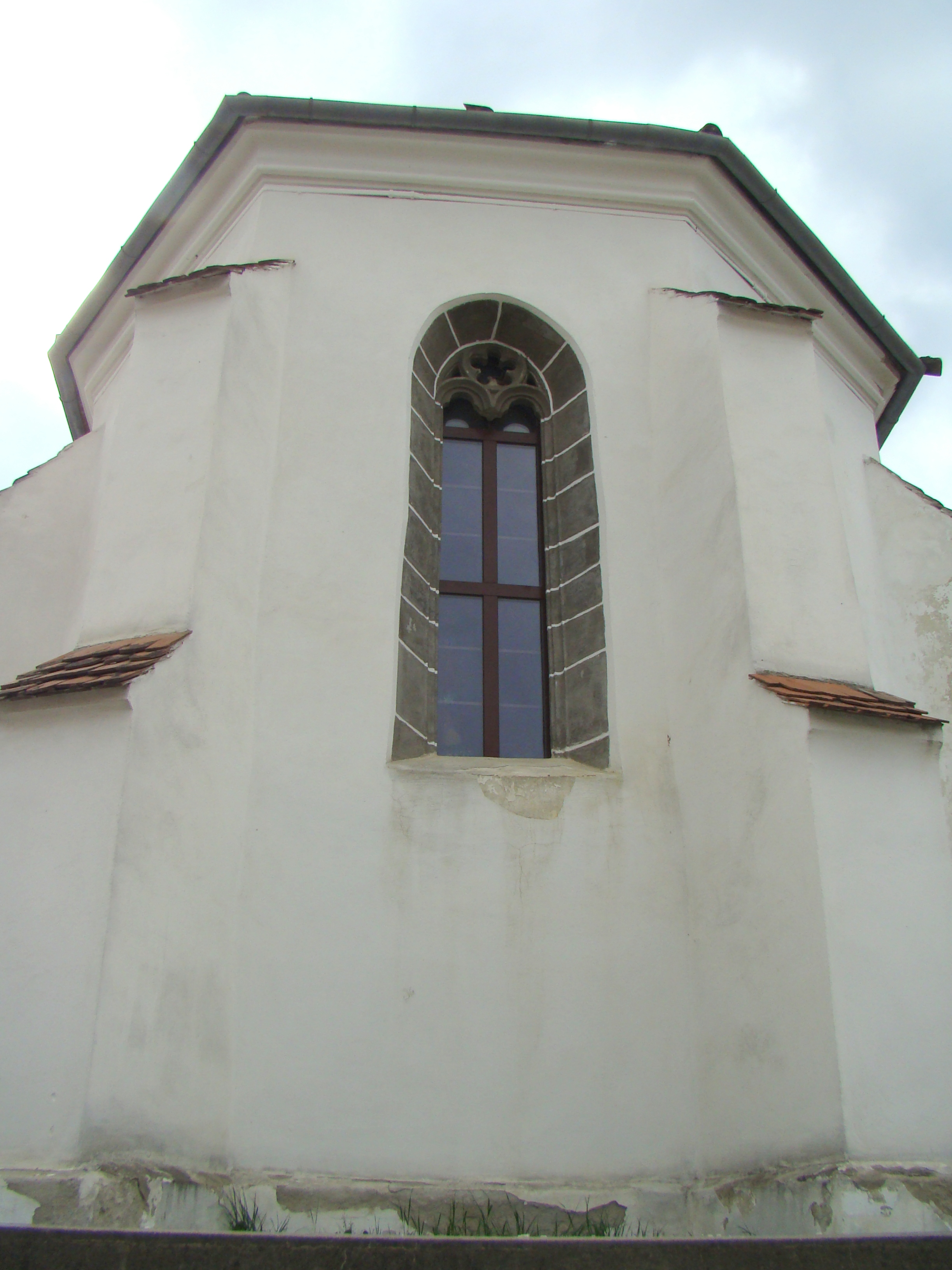
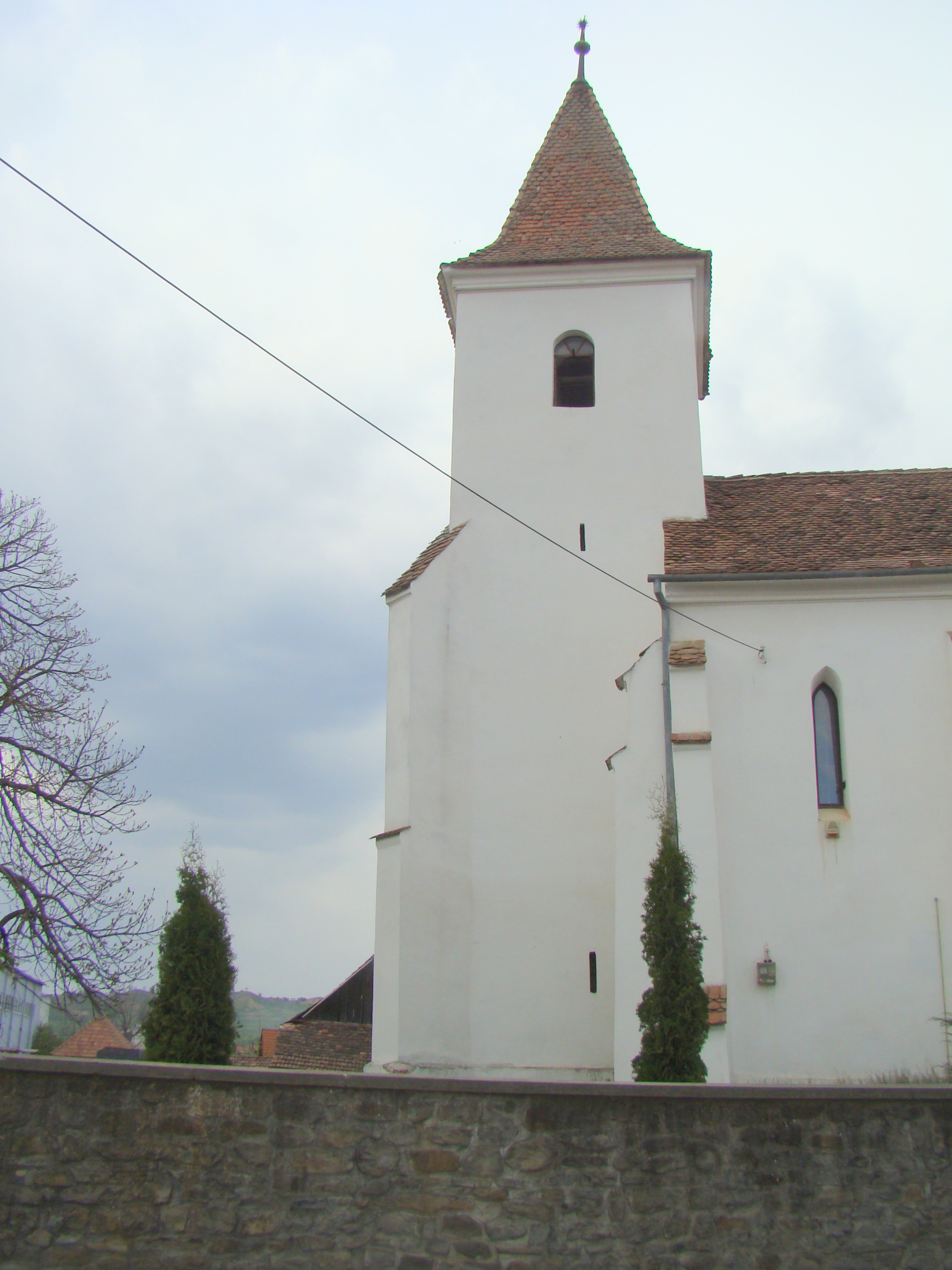
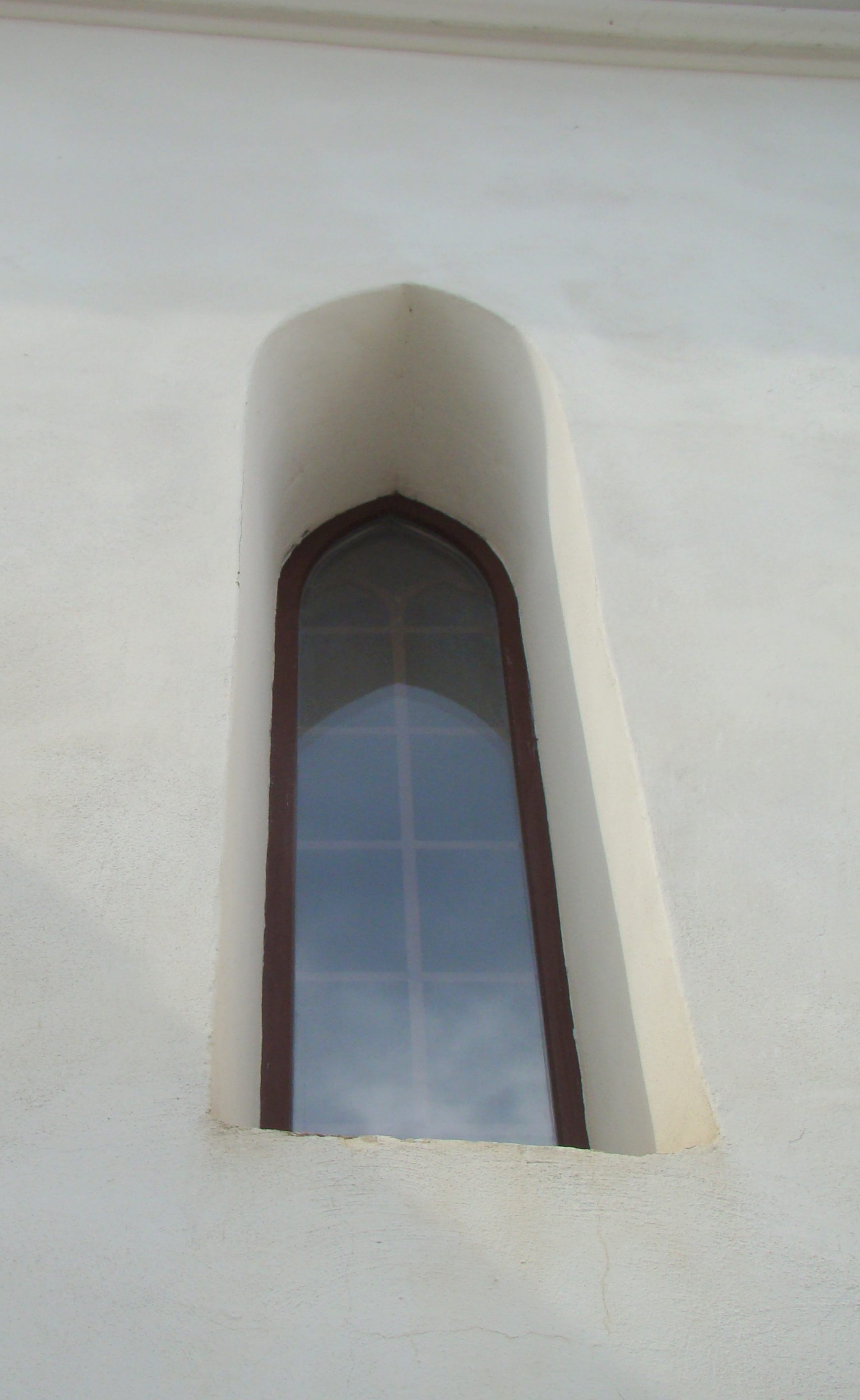
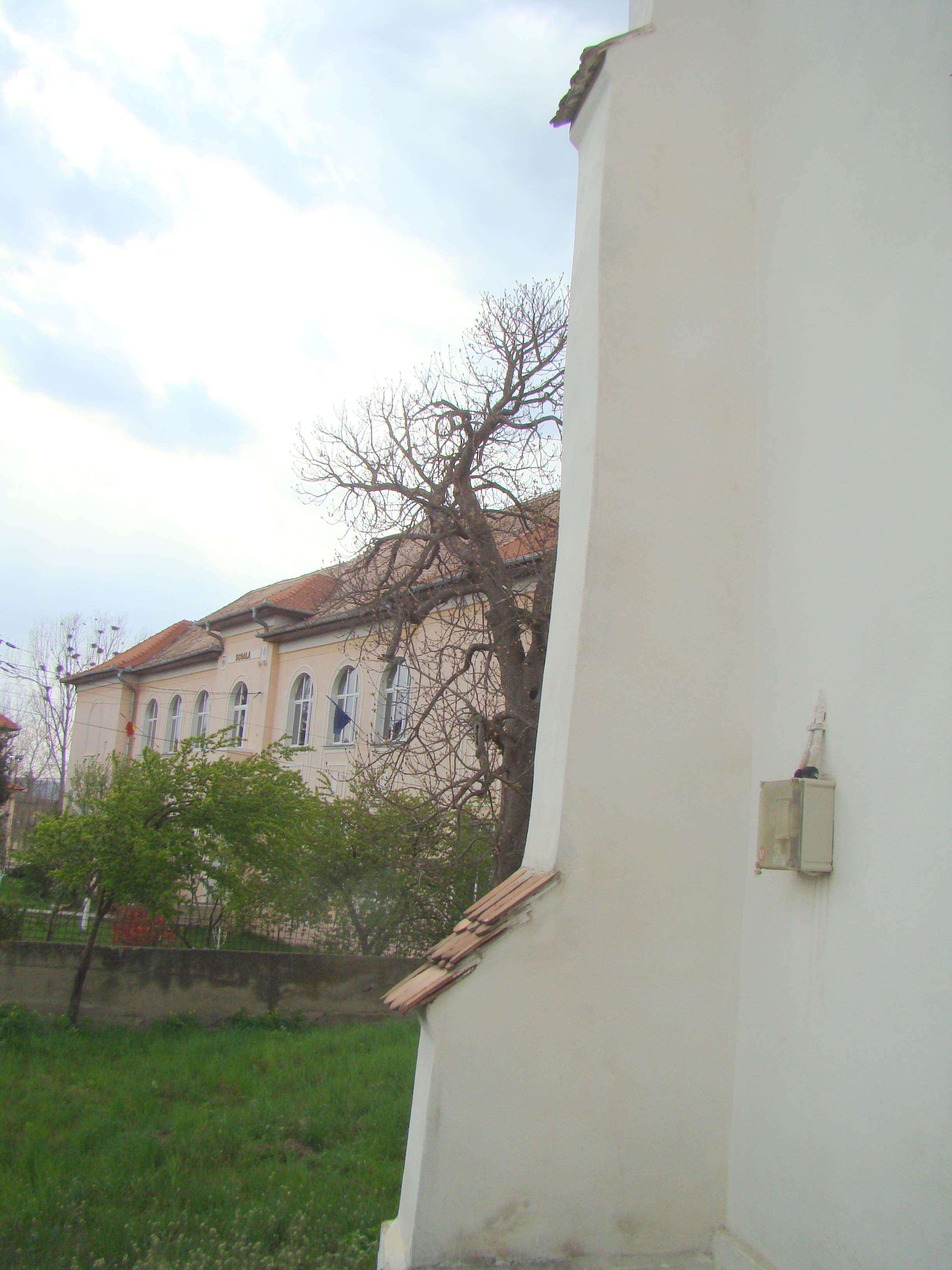
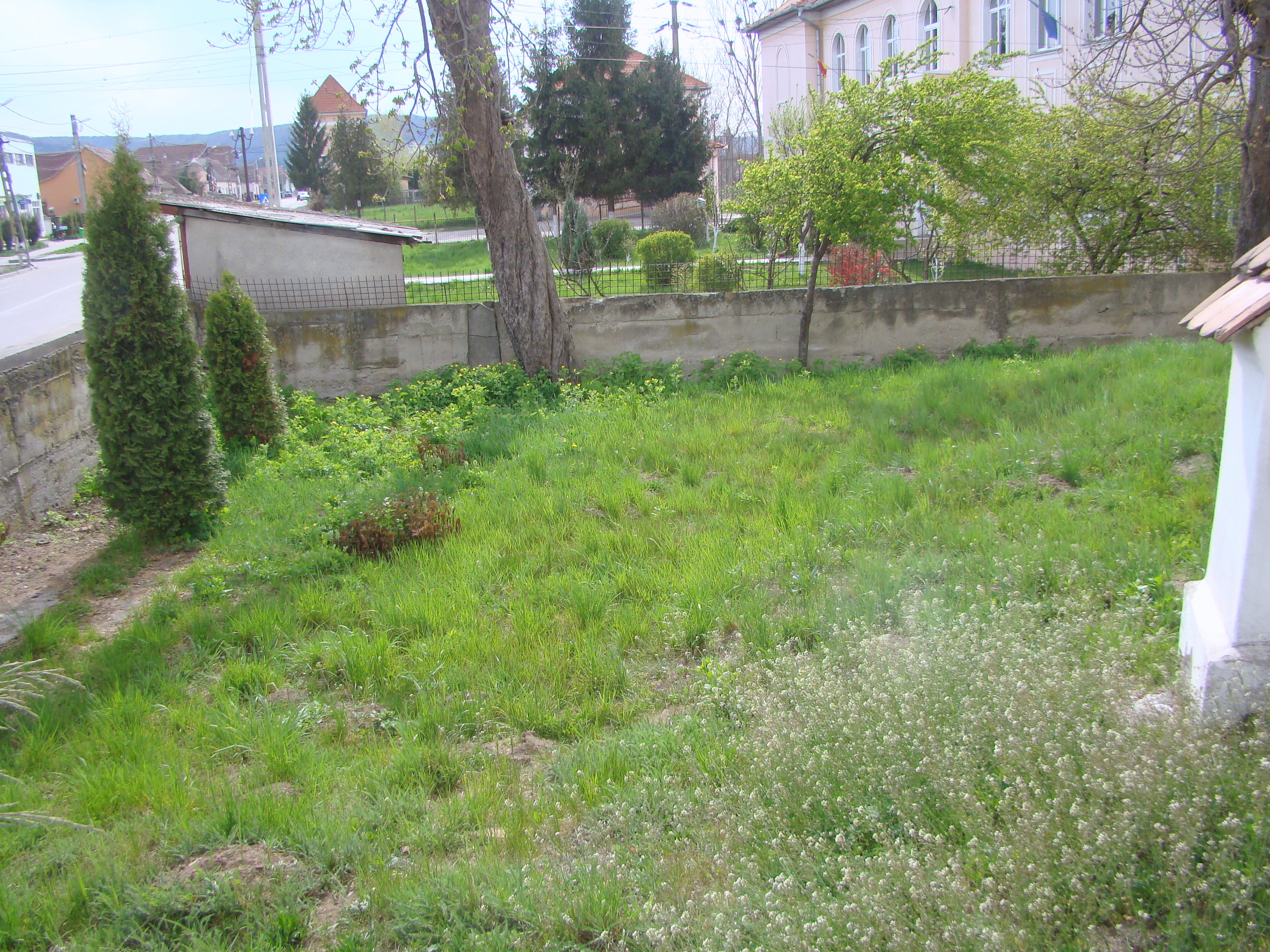
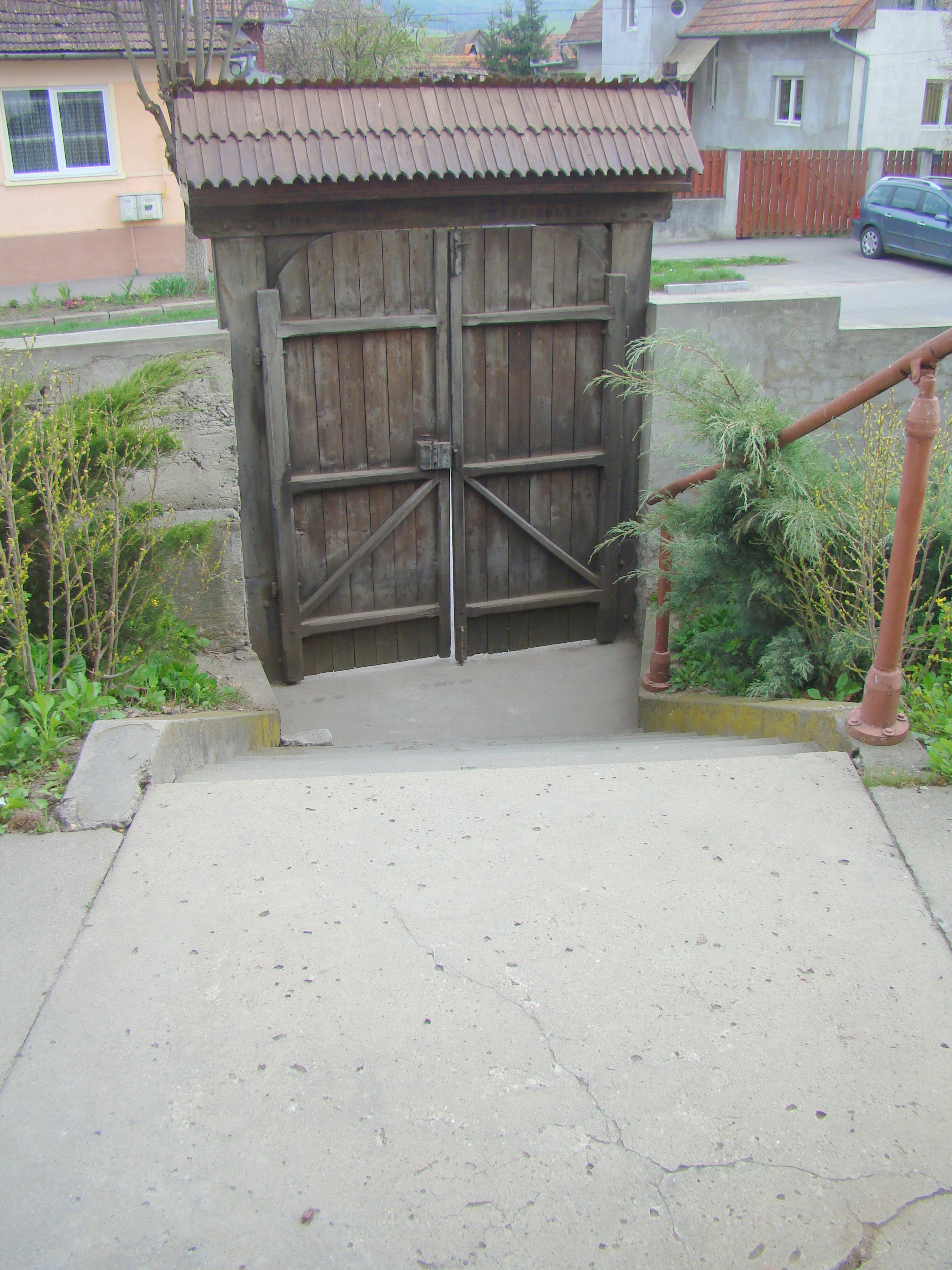

## Imagini din interior

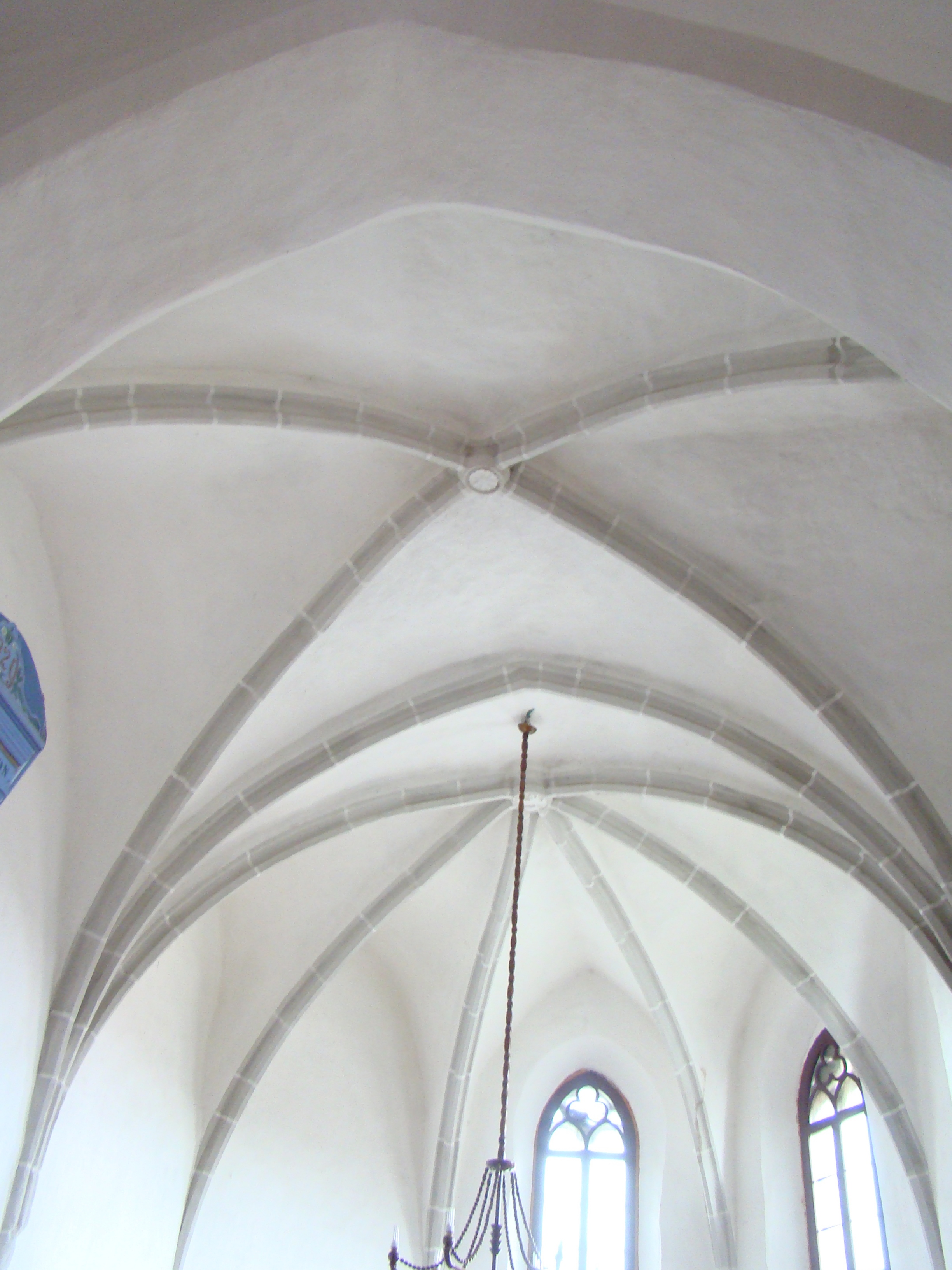
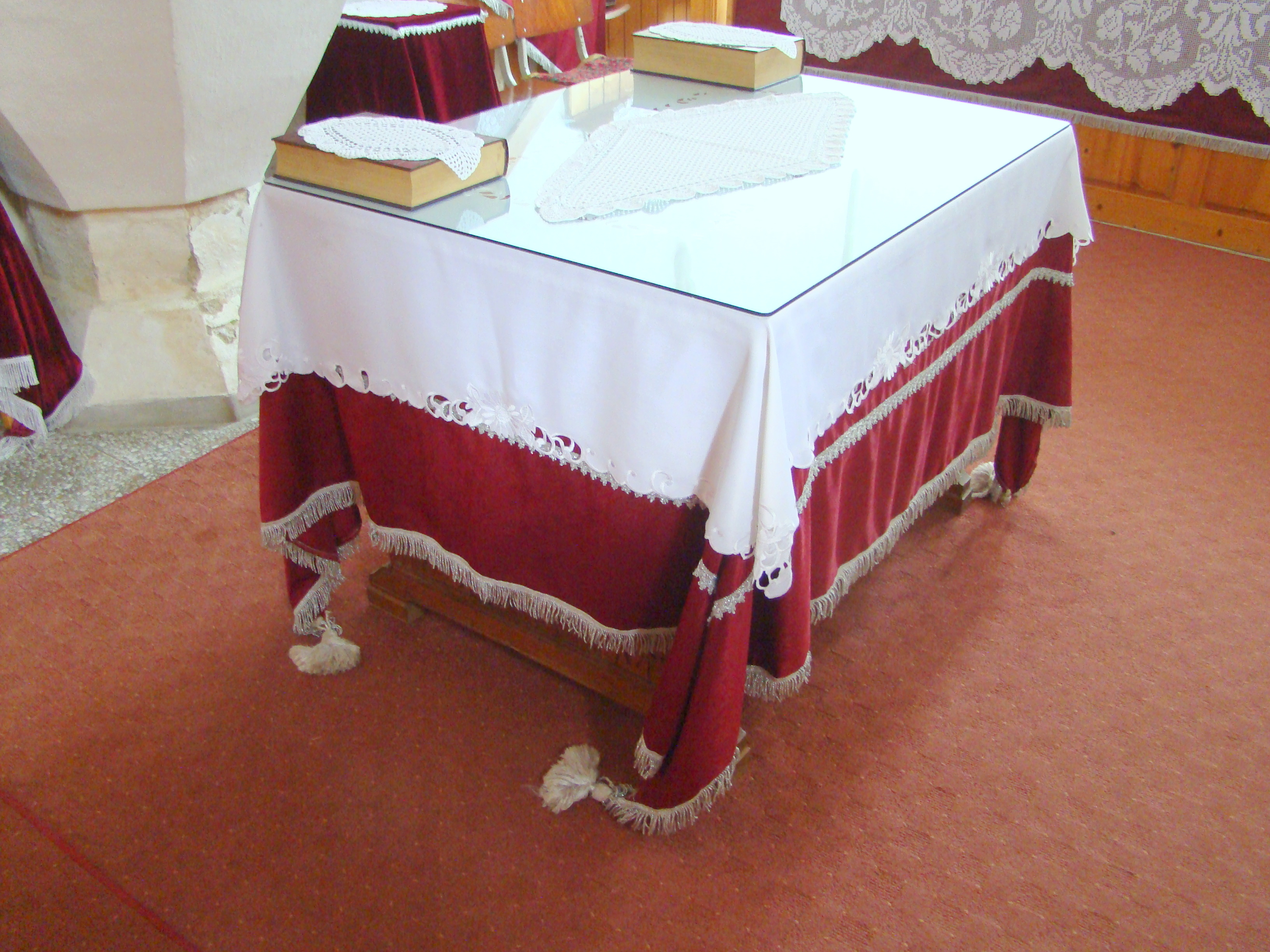
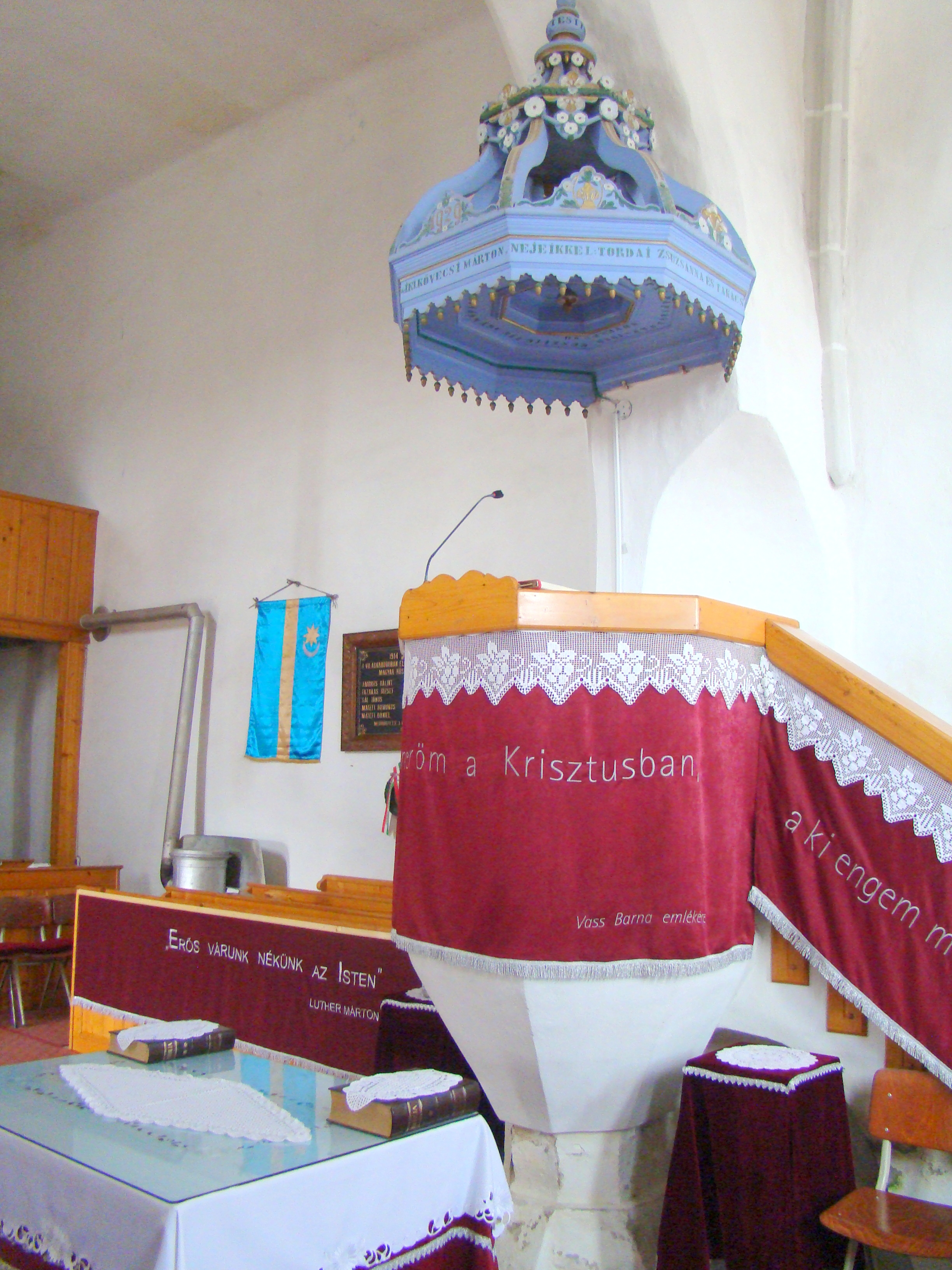
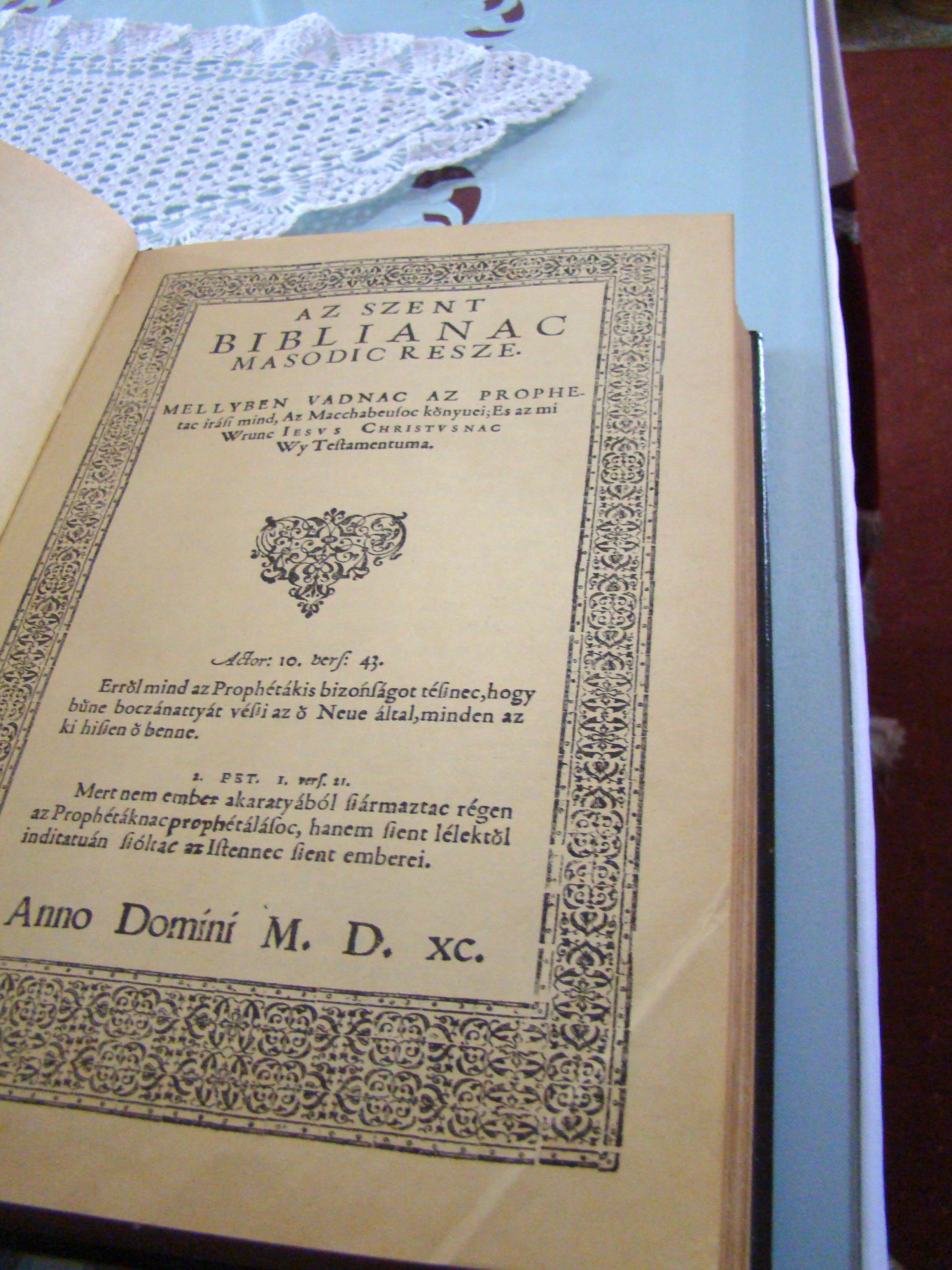
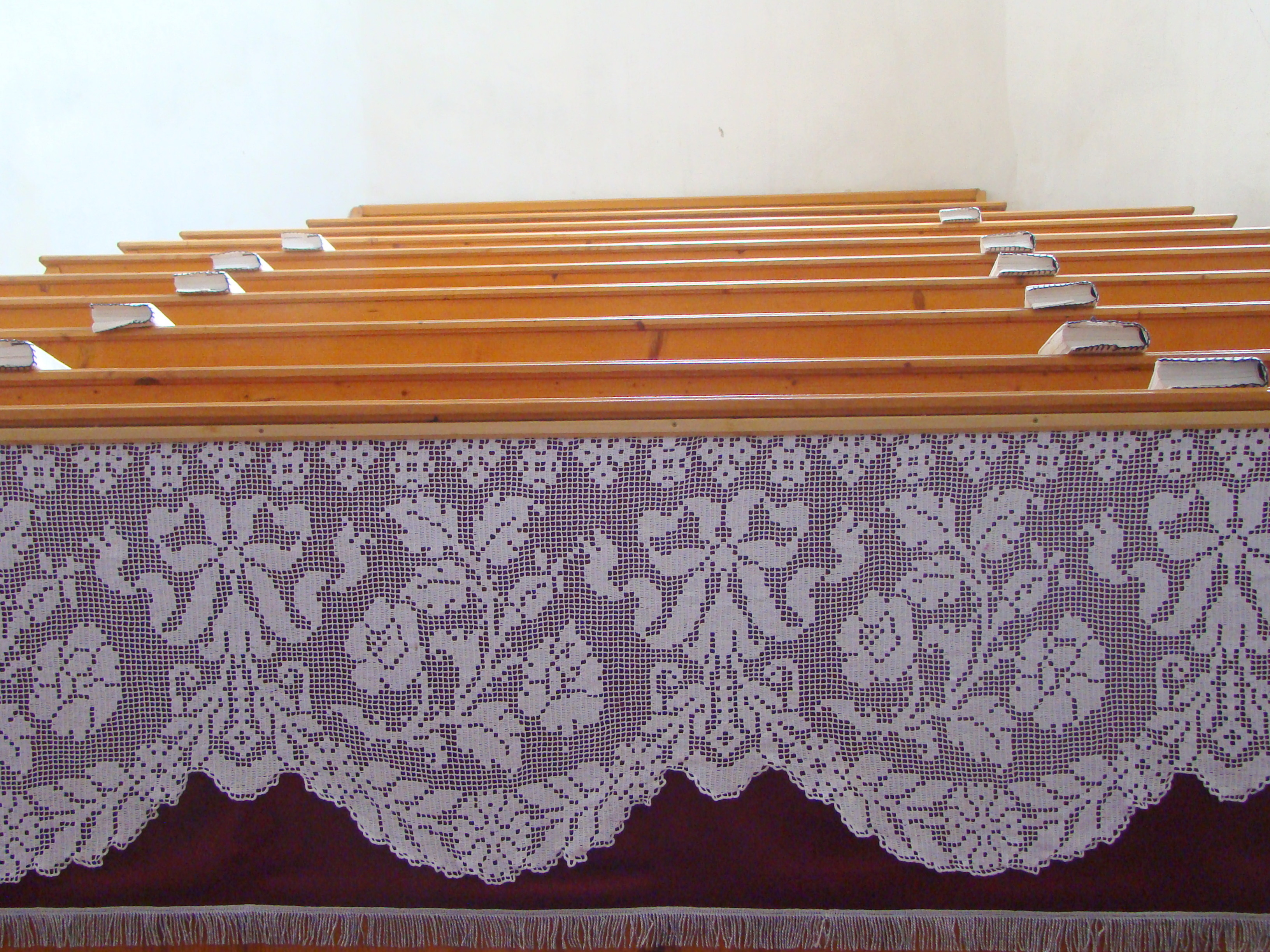
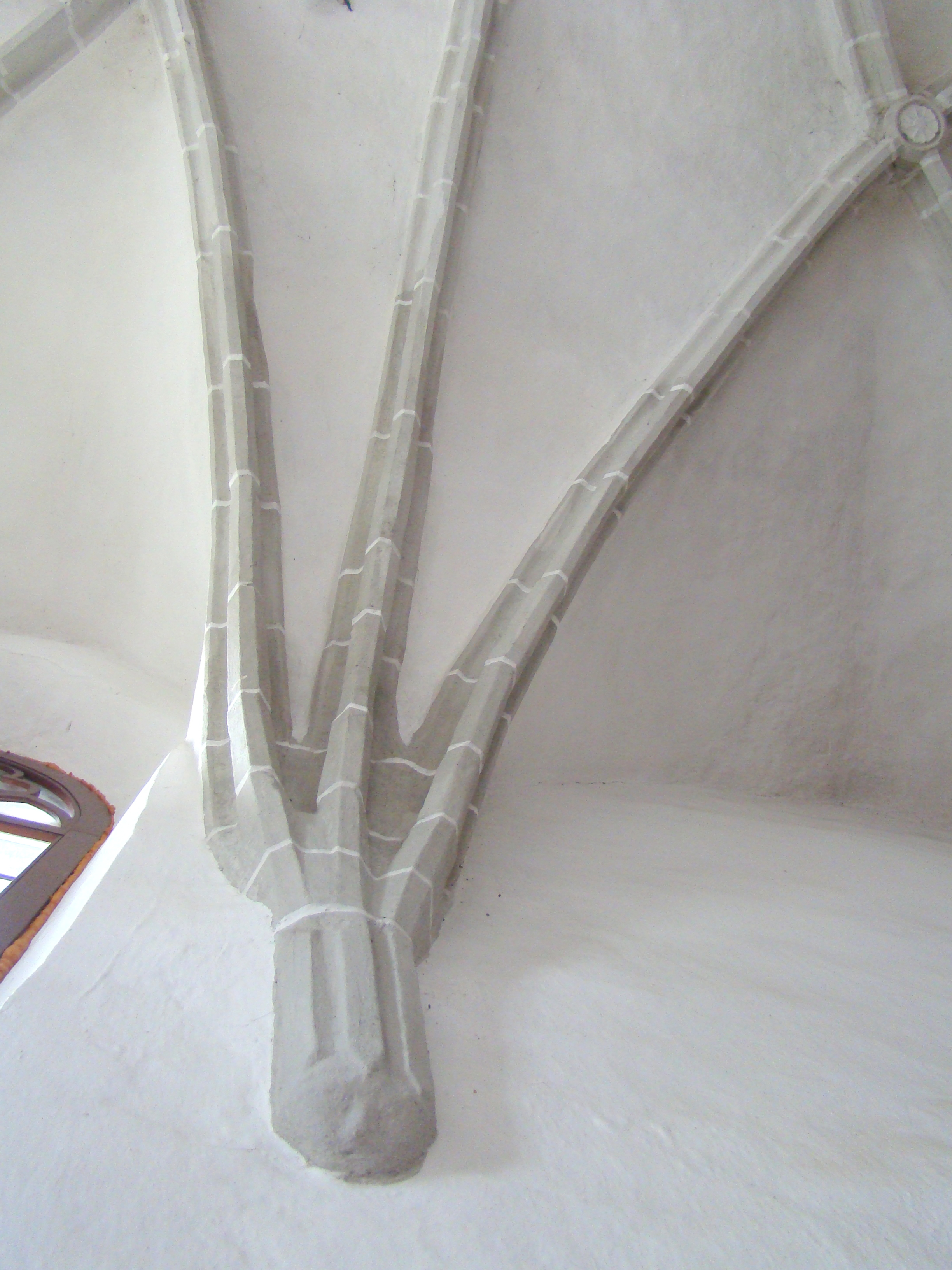
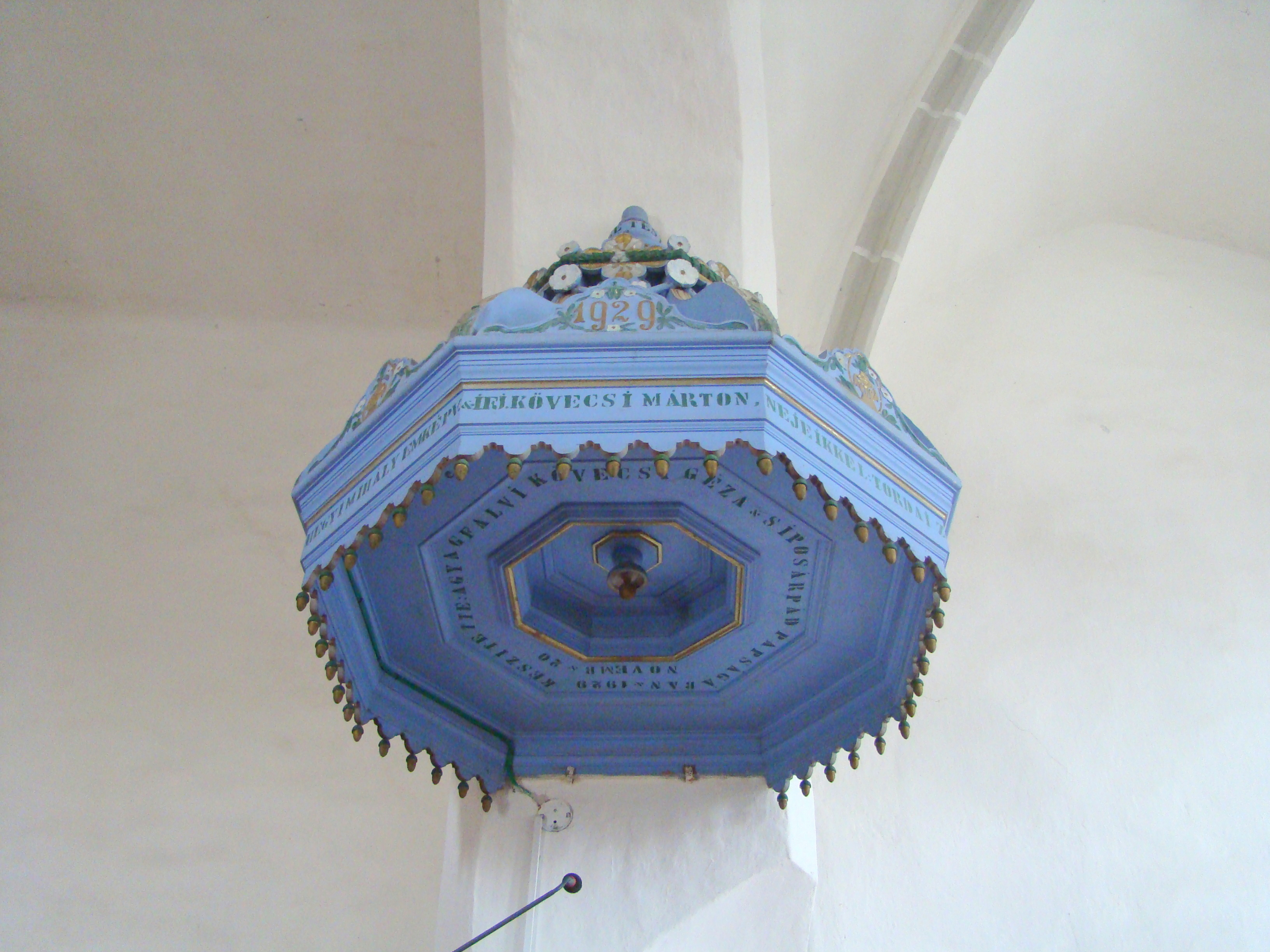
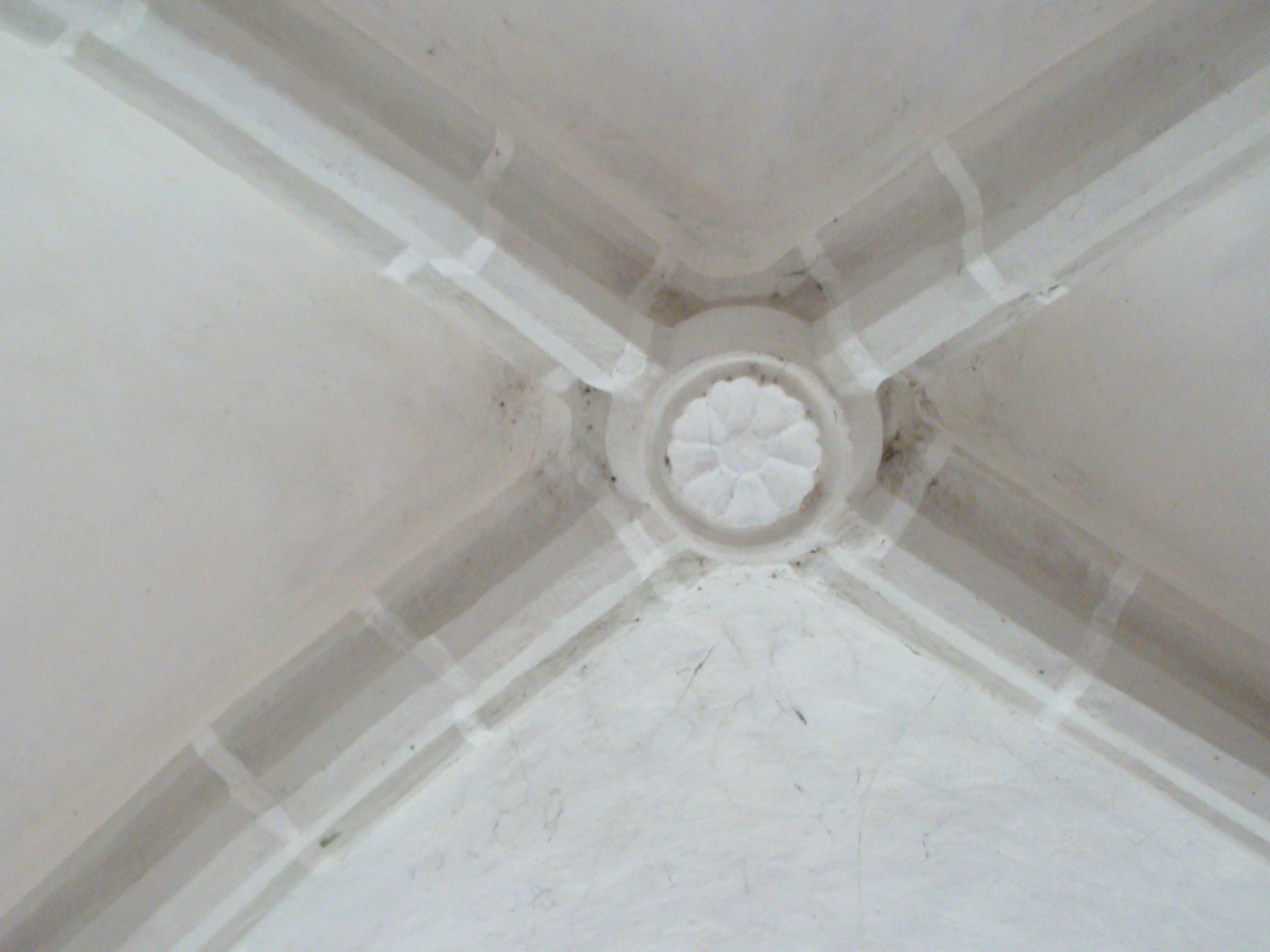
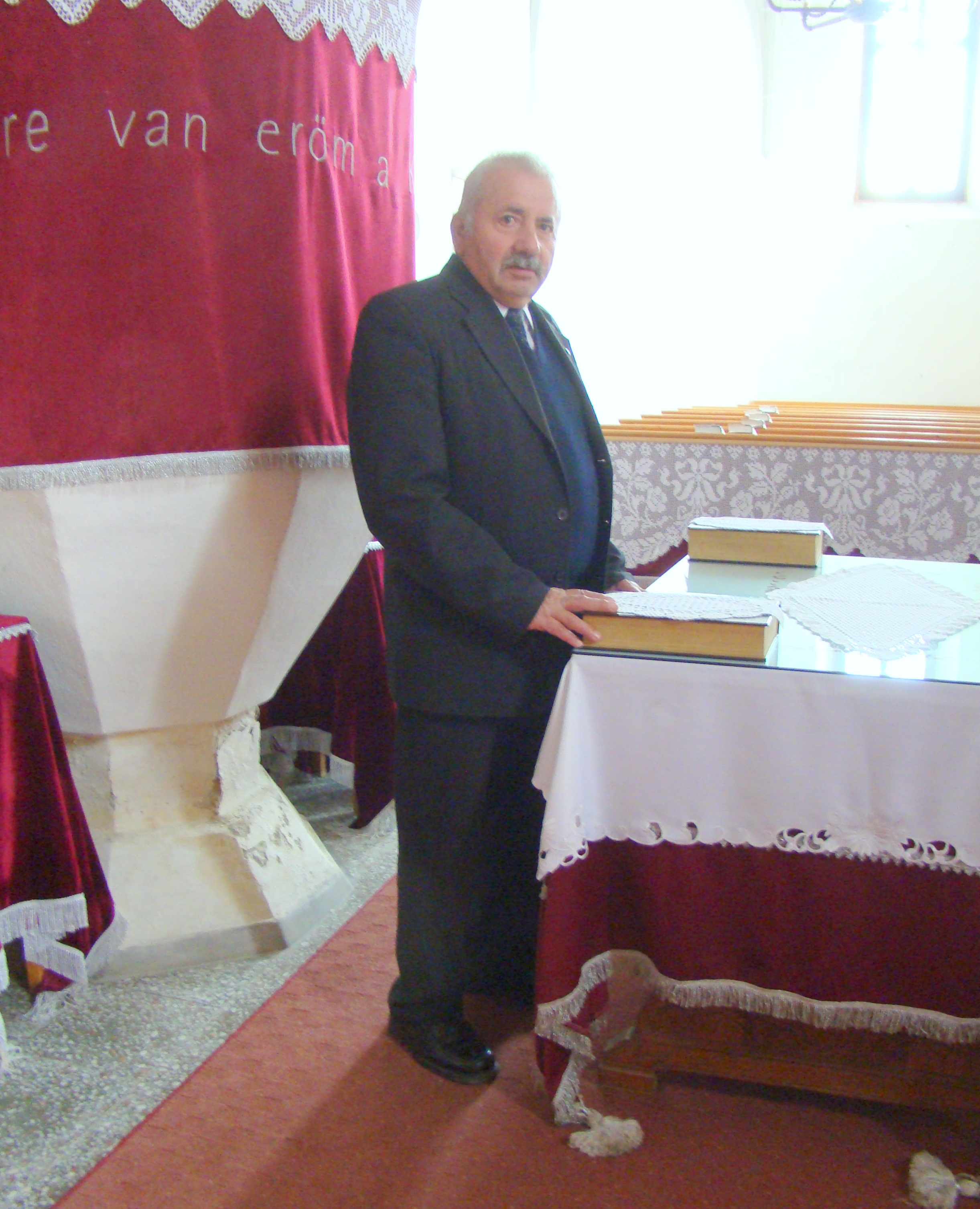
Pastorul reformat din comuna Albești: Benefi Sándor
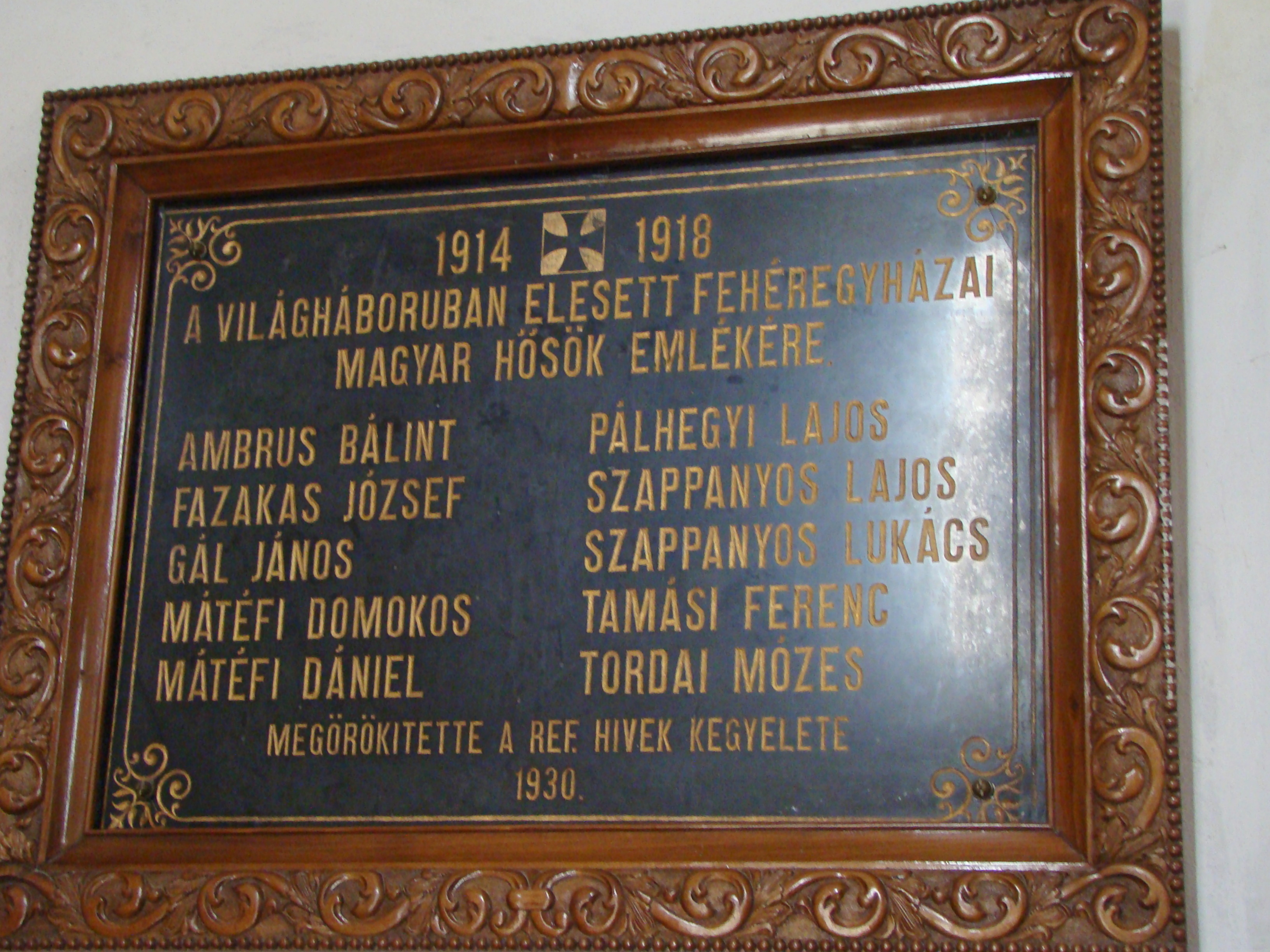
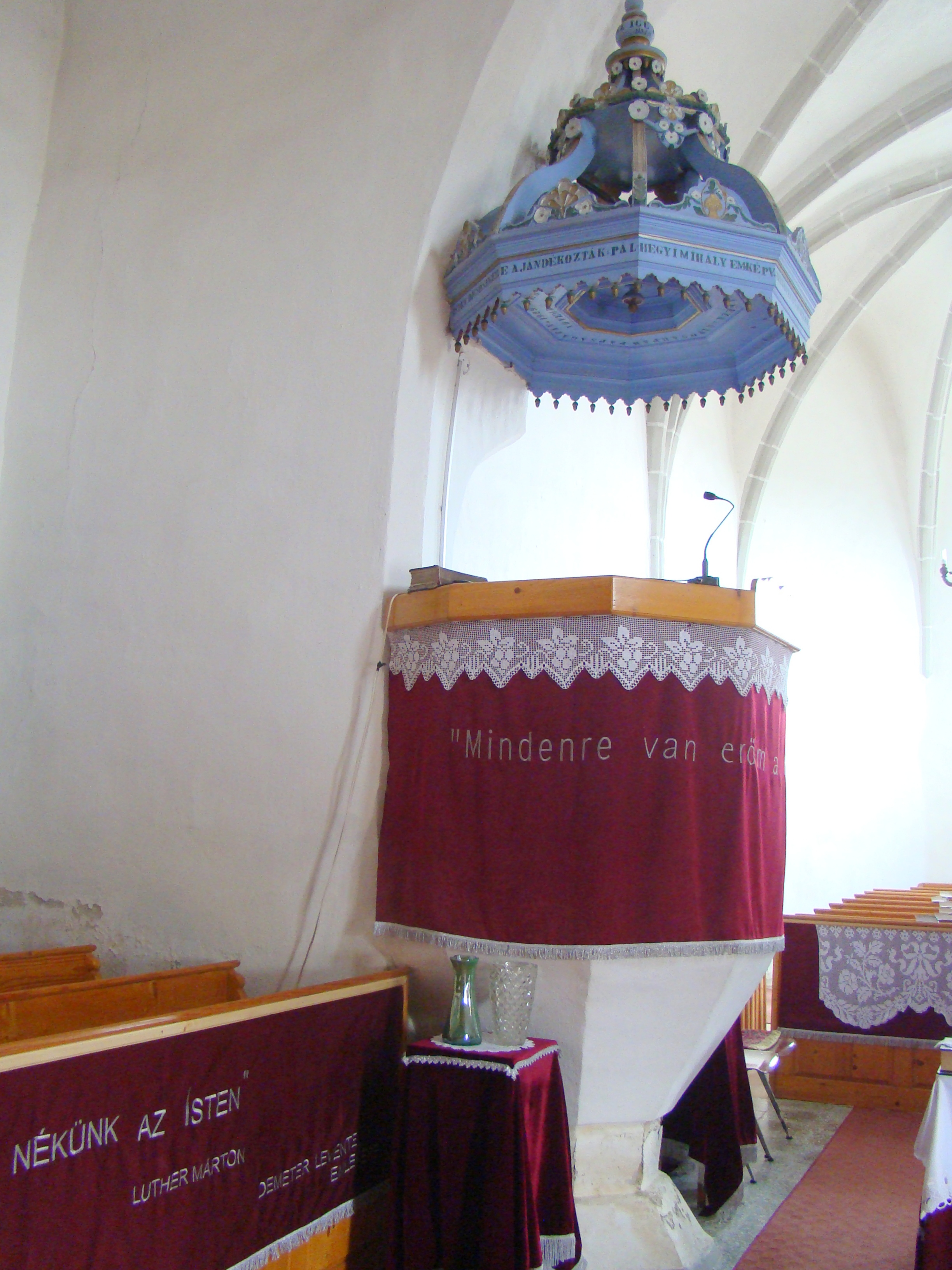
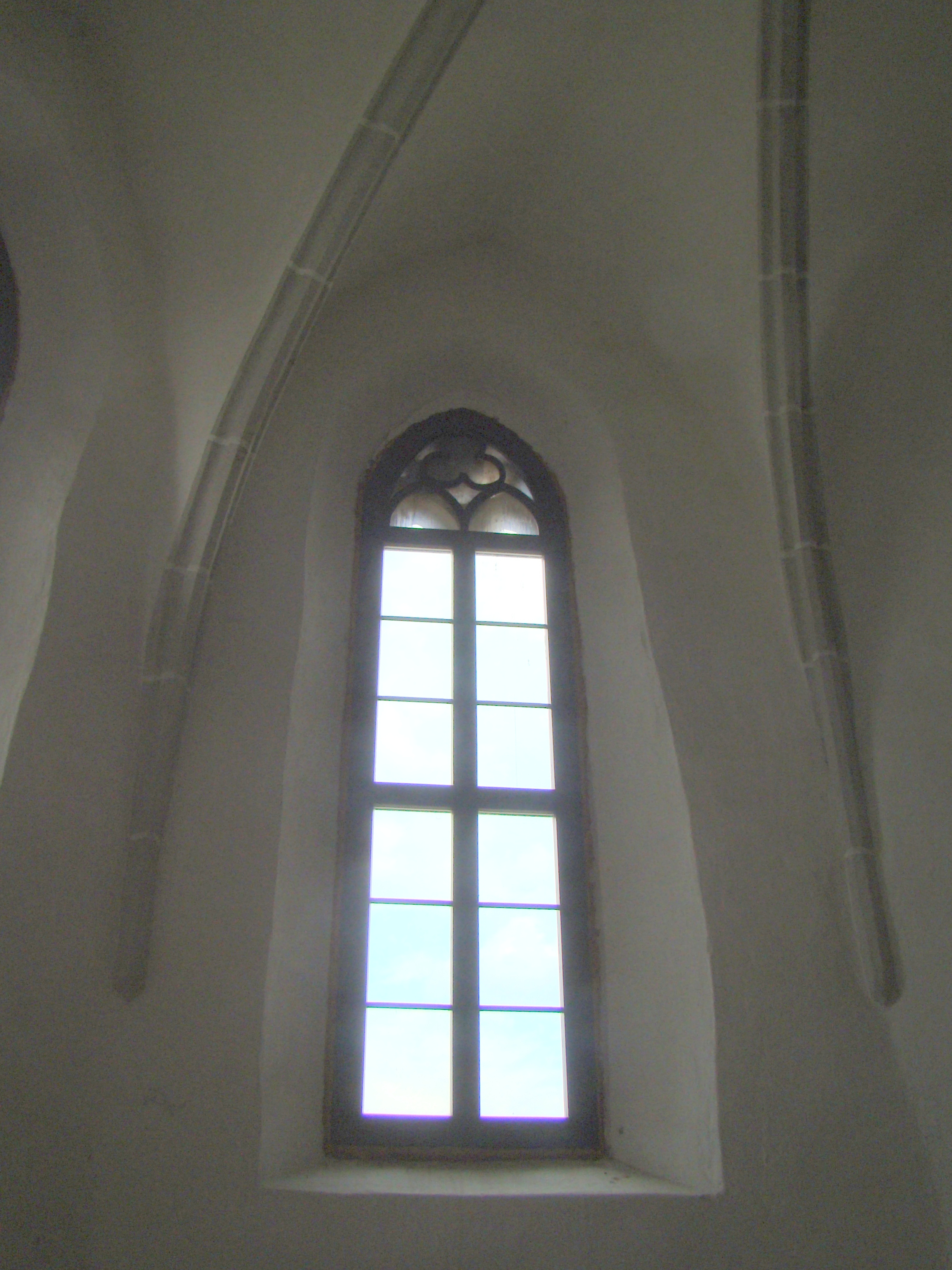
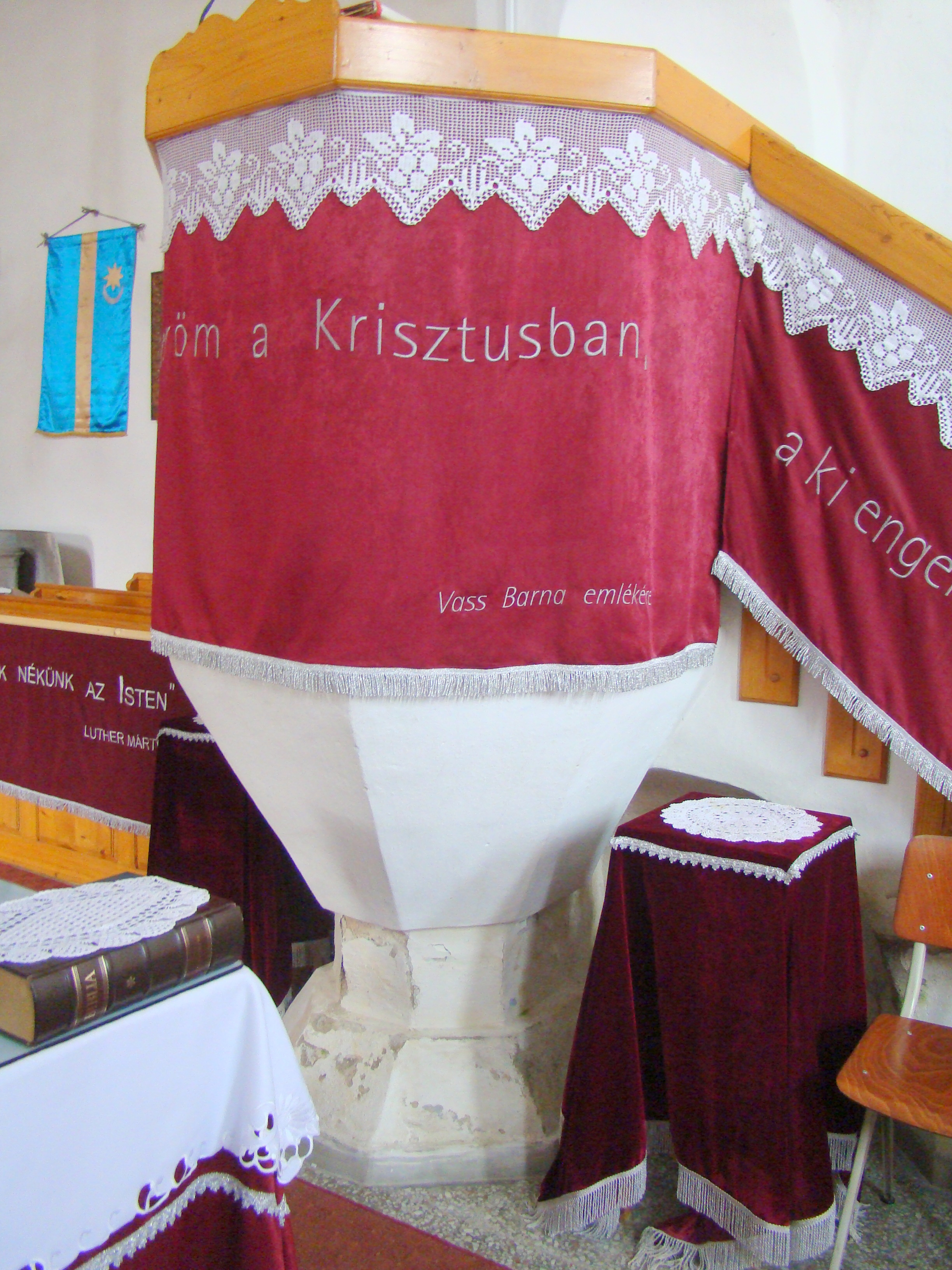
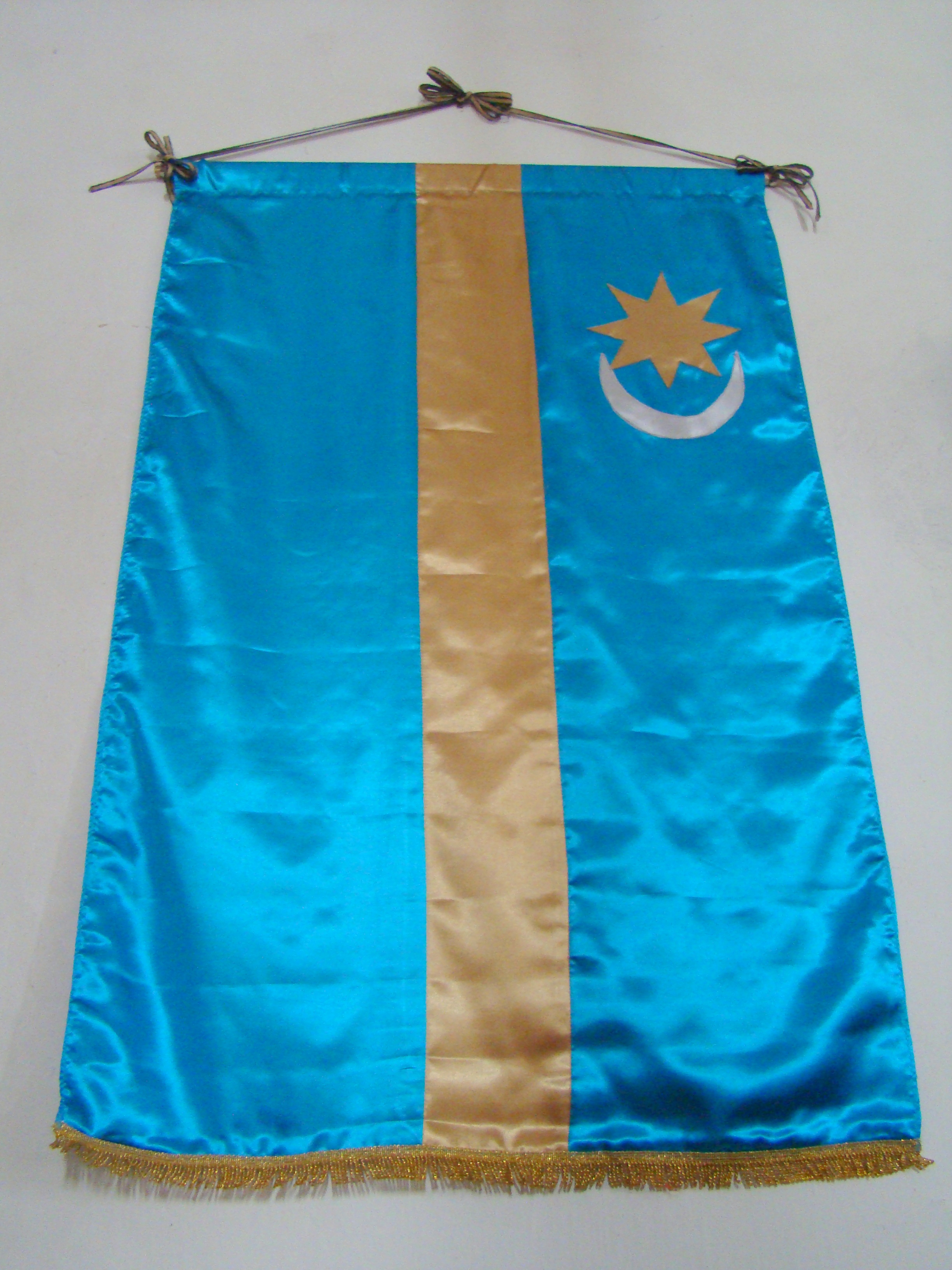
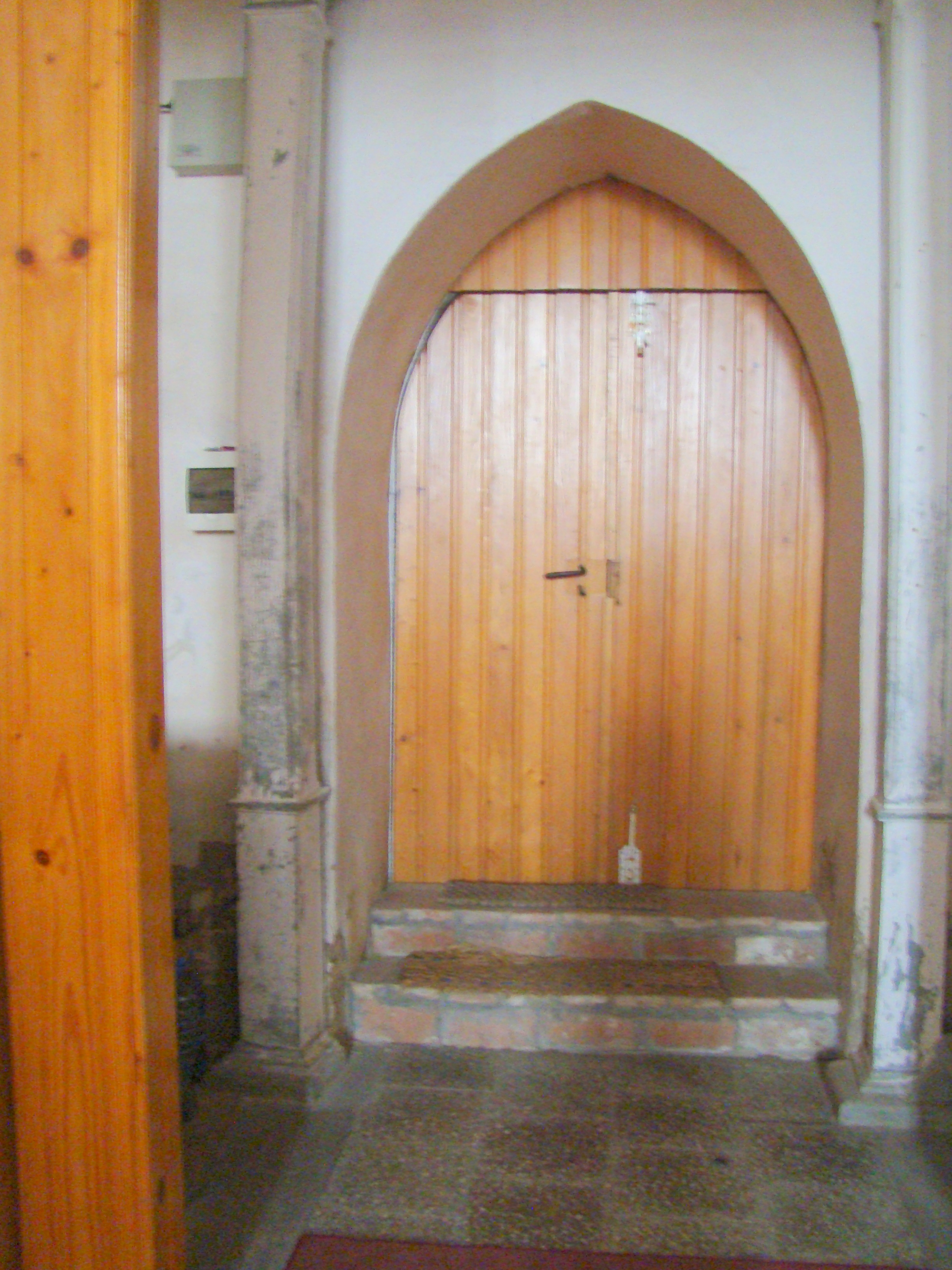